# Crach
Crac'h redirige ici.
Crach (nom officiel) [kʁak] ou Crac'h (nom également employé localement), est une commune du département du Morbihan, dans la région Bretagne, en France.

## Géographie
Crac'h fait partie du Parc naturel régional du golfe du Morbihan.

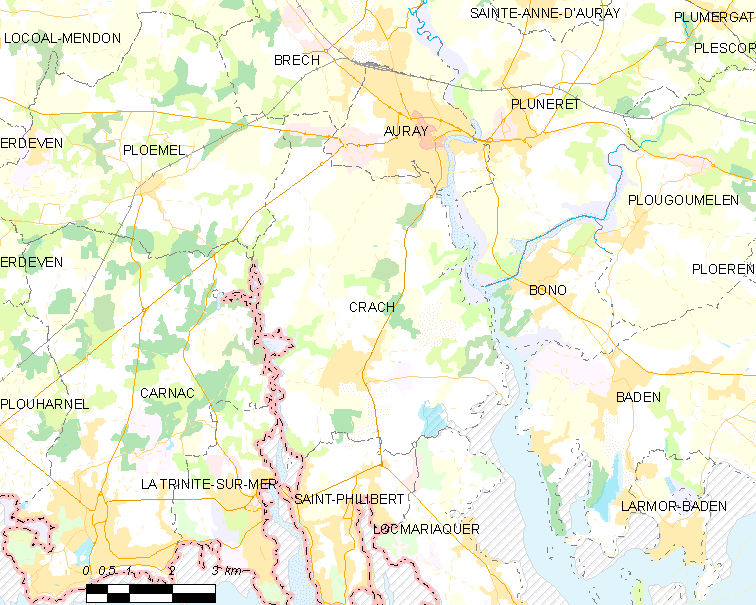
Carte de la commune de Crac'h.

| Ploemel            | Brech, Auray                  | Pluneret |
| Carnac             | Crach                         | Bono     |
| La Trinité-sur-Mer | Saint-Philibert, Locmariaquer | Baden    |

### Localisation
La commune de Crac'h est située dans le canton d’Auray, arrondissement de Lorient, et fait partie de la Communauté de communes Auray Quiberon Terre Atlantique. Elle s'étend sur 3 054 ha.
La commune de Crac'h est bordée à l’est par la rivière d'Auray, à l’ouest par la rivière de Crac'h, au sud par les communes de Saint-Philibert et Locmariaquer et au nord par la commune d'Auray.

### Géologie et relief
« Le bourg de Crac'h occupe une position dominante au centre de la presqu'île formée par la rivière du même nom et celle d'Auray » ; il est situé vers une vingtaine de mètres d'altitude.
La partie nord de la commune est plus élevée, atteignant 44 mètres d'altitude à Mané Braz, en position centrale au sein du finage communal.

### Hydrographie et littoral
La commune est limitée par les deux rias de la Rivière d'Auray à l'est et de la Rivière de Crac'h à l'ouest, dans lesquelles se jettent de minuscules fleuves côtiers comme celui qui alimente les étangs de Roc'h Du (six étangs d'eau douce et un étang d'eau salée, limitrophes de la commune de Locmariaquer), affluent de rive droite de la Rivière d'Auray et le Stang, qui se jette dans la Baie Saint-Jean, affluent de rive gauche de la Rivière de Crac'h, dont la partie amont, fluviale, le ruisseau de Pont-er-Rui, sert de limite communale avec Ploemel.
Plusieurs anses importantes existent le long de la rive droite de la Rivière d'Auray au niveau du finage d Crac'h : d'amont vers 'aval l'Anse de Poulben (transformée en étang), à la limite de la ville d'Auray ; l'Anse du Plessis (elle aussi transformée en étang) ; la vasière de Rosnarho (qui découvre largement à marée basse).
La commune de Crac'h est la seule commune littorale de Bretagne où le sentier de grande randonnée GR 34 n'est jamais en situation littorale. L'accès du public au littoral est d'ailleurs dans l'ensemble du territoire communal très limité en raison des nombreuses et parfois grandes propriétés privées qui en interdisent l'accès. Seuls quelques points comme Fort Espagnol, Port Blanc (près de Loqueltas) le long de la Rivière d'Auray, et la rive sud de la Baie Saint-Jean le long de la Rivière de Crac'h, sont aisément accessibles par le public. Des sentiers de randonnée sont toutefois accessibles dans le reste du territoire communal.
L'ostréiculture est importante le long de la Rivière d'Auray et de la Rivière de Crac'h.

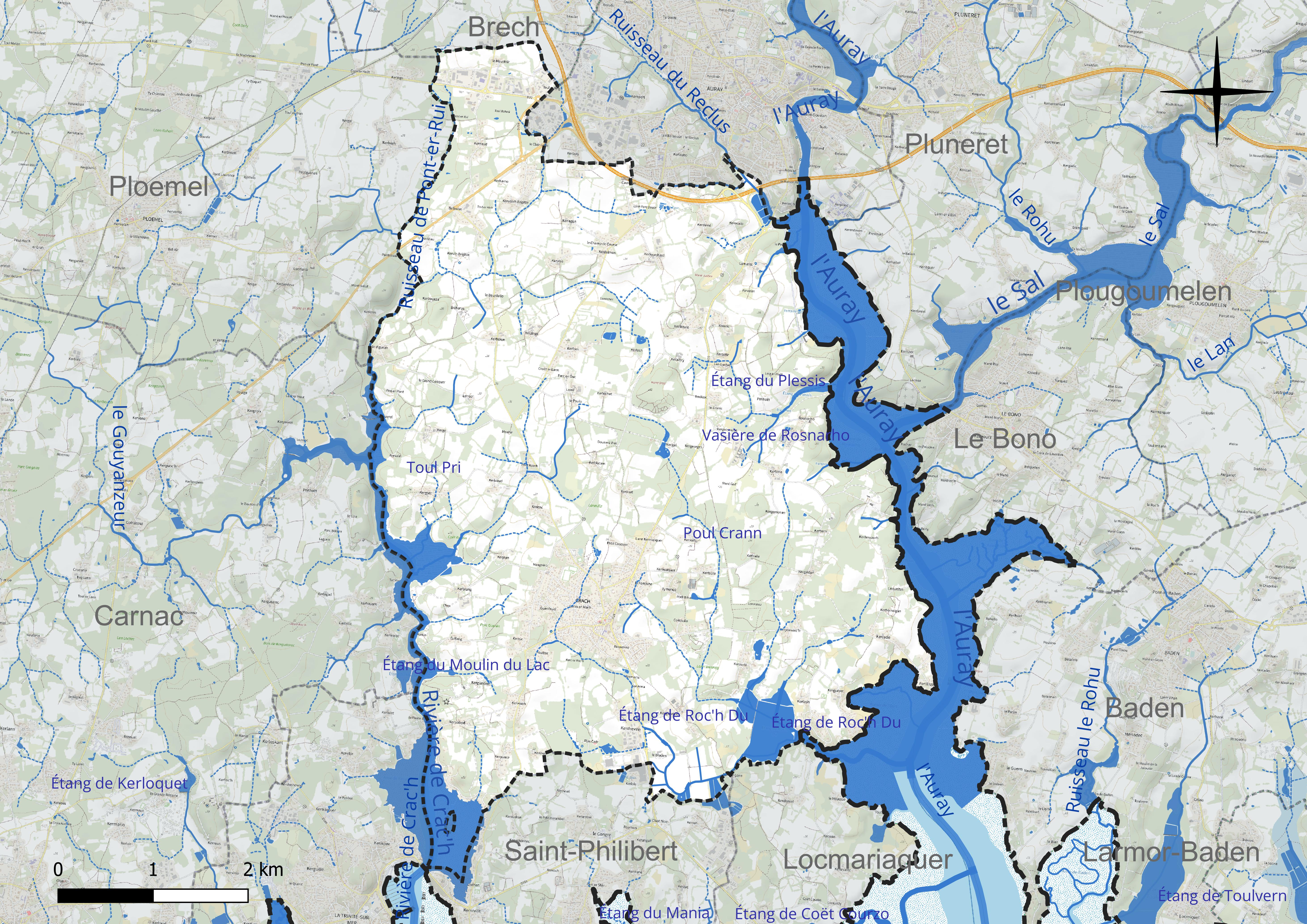
Réseau hydrographique de Crach.

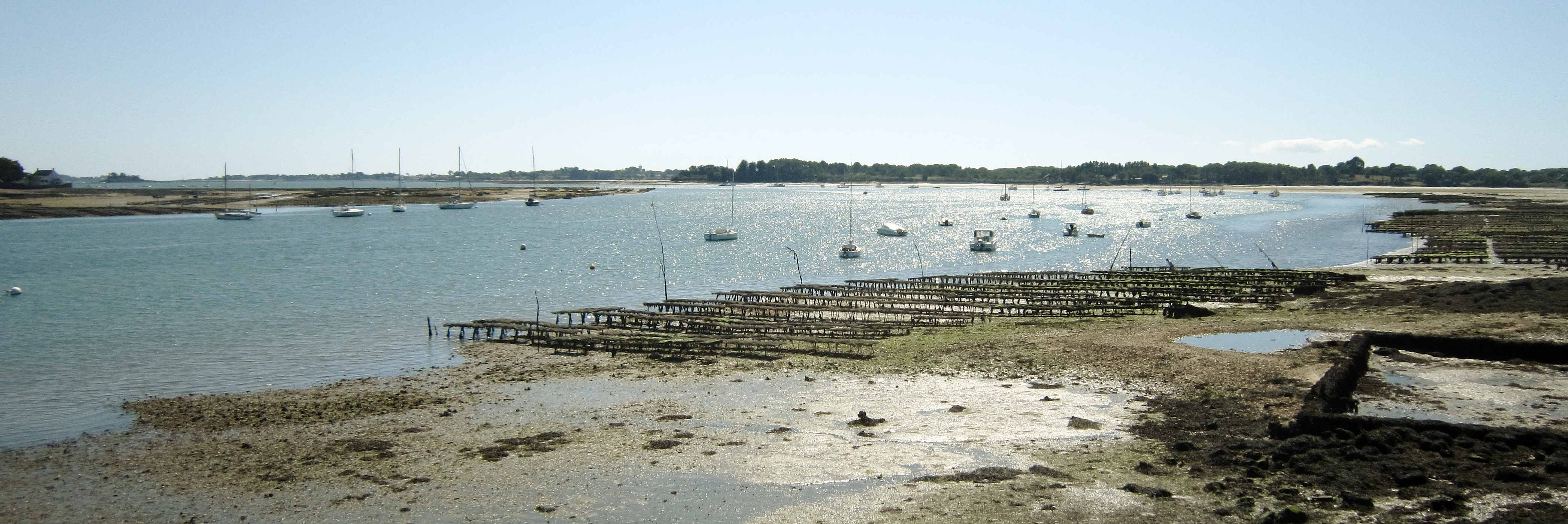
L'entrée de la Rivière d'Auray vue depuis le port de Fort Espagnol.

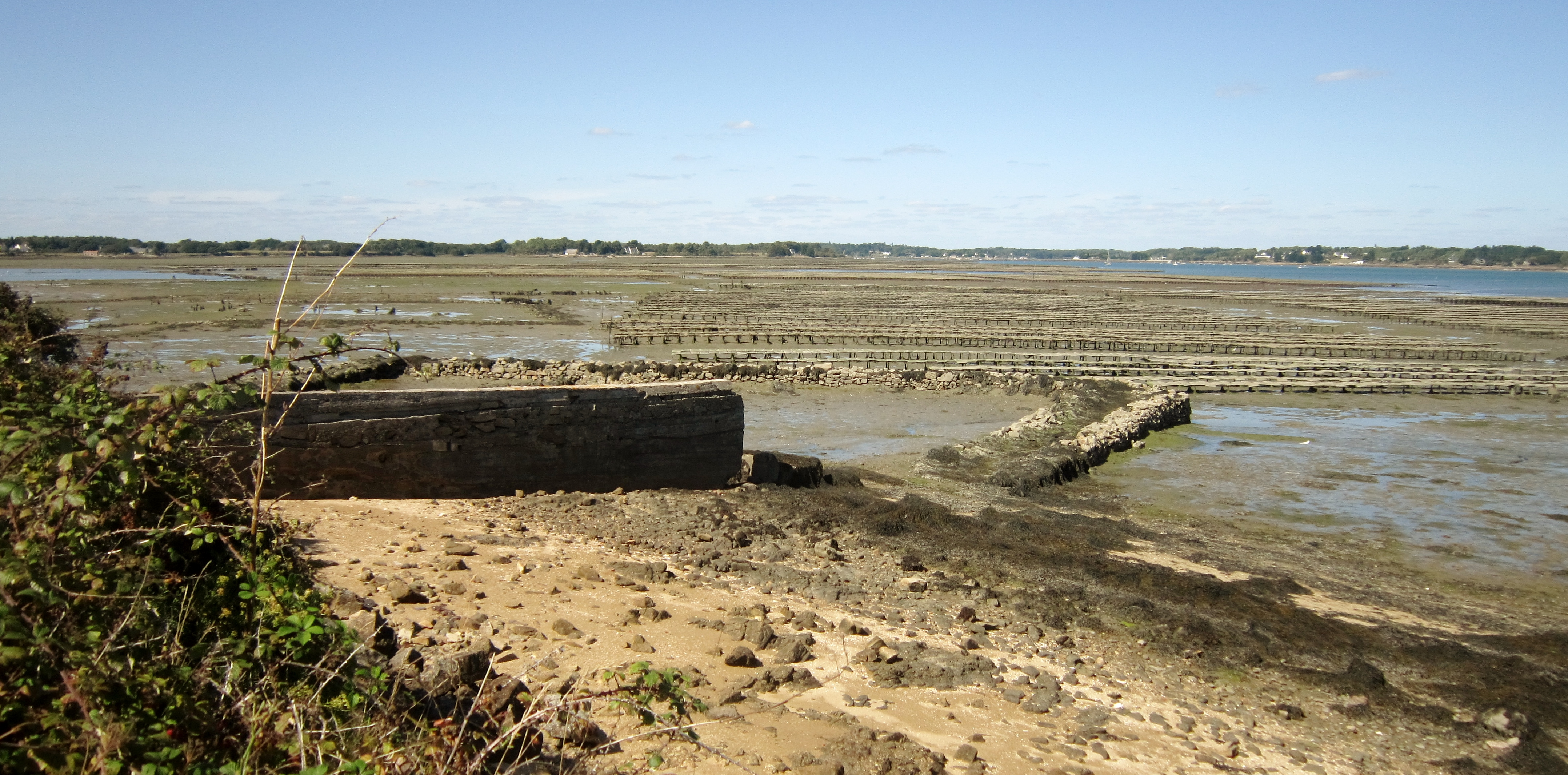
Tables ostréicoles le long de la Rivière d'Auray près de Fort Espagnol (à marée basse).

### Habitat
Le terroir de Crac'h est traditionnellement un paysage de bocage avec un habitat dispersé en hameaux et fermes isolées. Le bourg a beaucoup grossi depuis la Seconde Guerre mondiale avec la construction de nombreux lotissements, principalement au nord et à l'ouest du bourg ancien. Malgré la forte pression touristique et la proximité d'Auray, le reste du territoire communal a pour l'essentiel échappé à la périurbanisation (l'agglomération d'Auray ne s'étend pas au sud de la RN 165 en territoire de Crac'h) et à la rurbanisation, ainsi qu'à l'urbanisation linéaire littorale en raison de la présence de grands domaines privés tout au long de ce dernier.

### Voies de communication et transports
La voie express Route nationale 165 traverse l'extrême nord de la commune de Crac'h, à la limite sud de l'agglomération d'Auray et dessert la commune (sortie Crac'h, Locmariaquer et Saint-Philibert) en empruntant la D 28, axe routier nord-sud, qui vers le sud rejoint la D 781 (ancienne Route nationale 781) en direction de Locmariaquer ou de La Trinité-sur-Mer selon la direction prise.
La commune est restée longtemps, ainsi que Locmariaquer, une presqu'île enclavée aux communications difficiles dans le sens ouest-est en raison des rivières d'Auray et de Crac'h qui n'étaient franchissables qu'en bateau, ce qui était source de nombreux accidents.

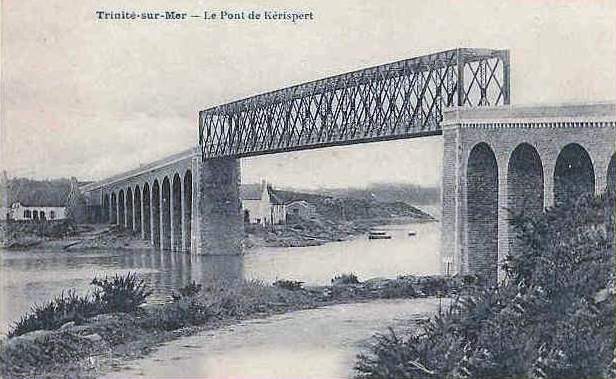
Le premier pont de Kerisper sur la Rivière de Crac'h (construit entre 1899 et 1901).

Le premier pont de Kerisper permettant de franchir la Rivière de Crac'h et de relier La Trinité-sur-Mer à Crac'h et Locmariaquer via Saint-Philibert fut construit entre 1899 et 1901 (sa construction était réclamée par les habitants de la région depuis des décennies). Ce pont était constitué d'arches en pierres à ses deux extrémités, avec un tablier métallique (type Eiffel) de 100 mètres de long et à voie unique dans sa partie centrale. Ce pont fut détruit par les Allemands le 8 août 1944. Le nouveau et actuel pont de Kerisper a été inauguré en 1956 et a connu une rénovation importante en 2009-2010. Le pont le plus en aval permettant de franchir la Rivière d'Auray est celui de la Route nationale 165.
La gare la plus proche est Auray (accessible par le TGV et le TER) à 6 km de Crac'h. L'aéroport le plus proche est Lorient à 49 km. La ville de Crac'h est accessible par la ligne 1 du réseau BreizhGo (Auray ↔ Carnac ↔ Quiberon).

### Économie
La zone d'activités du Moustoir est située dans l'extrême nord-ouest de la commune, à la sortie de l'agglomération d'Auray, le long de la D 22 en direction de Belz.
Crac'h est une des communes du Morbihan où les revenus moyens par habitant sont les plus élevés, avec Carnac et La Trinité-sur-Mer.[réf. nécessaire]

### Climat
Pour des articles plus généraux, voir Climat de la Bretagne et Climat du Morbihan.
En 2010, le climat de la commune est de type climat océanique franc, selon une étude du CNRS s'appuyant sur une série de données couvrant la période 1971-2000. En 2020, Météo-France publie une typologie des climats de la France métropolitaine dans laquelle la commune est exposée à un climat océanique et est dans la région climatique  Bretagne orientale et méridionale, Pays nantais, Vendée, caractérisée par une faible pluviométrie en été et une bonne insolation. Parallèlement l'observatoire de l'environnement en Bretagne publie en 2020 un zonage climatique de la région Bretagne, s'appuyant sur des données de Météo-France de 2009. La commune est, selon ce zonage, dans la zone « Littoral doux », exposée à un climat venté avec des étés cléments.
Pour la période 1971-2000, la température annuelle moyenne est de 12,1 °C, avec une amplitude thermique annuelle de 11,5 °C. Le cumul annuel moyen de précipitations est de 863 mm, avec 13 jours de précipitations en janvier et 6,7 jours en juillet. Pour la période 1991-2020, la température moyenne annuelle observée sur la station météorologique la plus proche, située sur la commune d'Auray à 6 km à vol d'oiseau, est de 12,6 °C et le cumul annuel moyen de précipitations est de 969,3 mm,. Pour l'avenir, les paramètres climatiques de la commune estimés pour 2050 selon différents scénarios d’émission de gaz à effet de serre sont consultables sur un site dédié publié par Météo-France en novembre 2022.

## Urbanisme

### Typologie
Au 1er janvier 2024, Crach est catégorisée commune rurale à habitat dispersé, selon la nouvelle grille communale de densité à sept niveaux définie par l'Insee en 2022.
Elle appartient à l'unité urbaine de Carnac, une agglomération intra-départementale regroupant cinq  communes, dont elle est ville-centre,,. La commune est en outre hors attraction des villes,.
La commune, bordée par l'océan Atlantique, est également une commune littorale au sens de la loi du 3 janvier 1986, dite loi littoral. Des dispositions spécifiques d’urbanisme s’y appliquent dès lors afin de préserver les espaces naturels, les sites, les paysages et l’équilibre écologique du littoral, tel le principe d'inconstructibilité, en dehors des espaces urbanisés, sur la bande littorale des 100 mètres, ou plus si le plan local d’urbanisme le prévoit.

### Occupation des sols
Le tableau ci-dessous présente l'occupation des sols de la commune en 2018, telle qu'elle ressort de la base de données européenne d’occupation biophysique des sols Corine Land Cover (CLC).
| Type d’occupation                                                                   | Pourcentage | Superficie (en hectares) |
| ----------------------------------------------------------------------------------- | ----------- | ------------------------ |
| Tissu urbain discontinu                                                             | 4,4 %       | 140                      |
| Zones industrielles ou commerciales et installations techniques                     | 1,9 %       | 60                       |
| Équipements sportifs et de loisirs                                                  | 0,9 %       | 29                       |
| Terres arables hors périmètres d' irrigation                                        | 14,1 %      | 448                      |
| Prairies et autres surfaces toujours en herbe                                       | 25,2 %      | 800                      |
| Systèmes culturaux et parcellaires complexes                                        | 31,9 %      | 1012                     |
| Surfaces essentiellement agricoles interrompues par des espaces naturels importants | 1,5 %       | 46                       |
| Forêts de feuillus                                                                  | 5,1 %       | 161                      |
| Forêts de conifères                                                                 | 2,8 %       | 88                       |
| Forêts mélangées                                                                    | 7,3 %       | 231                      |
| Marais maritimes                                                                    | 1,0 %       | 31                       |
| Zones intertidales                                                                  | 2,4 %       | 77                       |
| Estuaires                                                                           | 1,4 %       | 43                       |
| Mers et océans                                                                      | 0,06 %      | 2                        |
| Source : Corine Land Cover                                                          |             |                          |

## Toponymie
Attestée sous les formes Craz et Crac en 1233, Crach en 1262. On trouve l'orthographe Crac'h, en août 2011, sur le site de la mairie de la commune. En breton Krac'h, rappelle une zone surélevée ou basse colline. En breton contemporain, le terme Krec'h est toujours utilisé pour désigner une éminence ou colline. Ce toponyme se retrouve aussi dans les Côtes-d'Armor.
Le nom de la commune en breton est Krac'h.
En français, le nom de la commune se prononce « crac ».

## Histoire

### Préhistoire

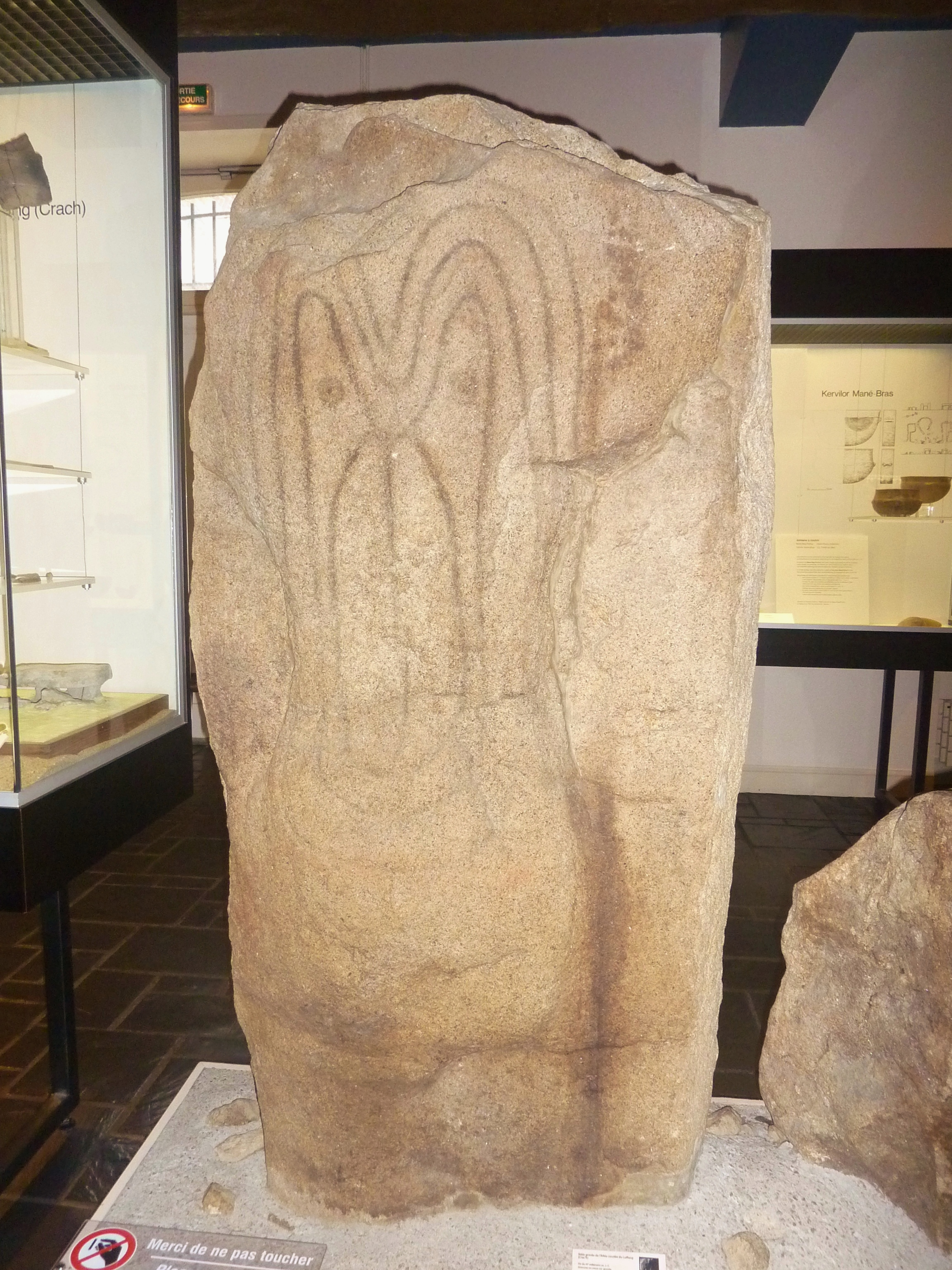
Stèle gravée de l'allée coudée de Luffang en Crac'h (gravures en creux sur granite ; fin du av. J.-C., Musée de préhistoire de Carnac).

Le bourg de Crac'h occupe une position dominante au centre de la presqu'île formée par la rivière du même nom et celle d'Auray. Cette langue de terre connait une occupation humaine ancienne, la présence de nombreux mégalithes en est un témoignage et quelques-uns des plus prestigieux se situent à Locmariaquer qui en est la pointe extrême. Dans la commune de Crac'h on en recense une vingtaine (les plus connus sont le dolmen d'Er Marh, l'allée couverte du Beudrec, le dolmen et les restes du tumulus de Coët Kerzuc [dans le parc public Muller], les deux dolmens de Park Guren, l'allée couverte du Luffang, les menhirs immergés de la Baie de Saint-Jean, le dolmen de Kergoët, le dolmen de Kercado, l'allée couverte de Coët Kaloun, etc.) dont cinq ont été classés monuments historiques. Malheureusement la plupart se trouvent dans des propriétés privées et sont difficilement accessibles. Plusieurs ont disparu ou ont été très dégradés, exploités comme carrières par des habitants du voisinage ou par des entrepreneurs : par exemple en 1825 et 1828 les entrepreneurs chargés de la construction, l'un de la Chartreuse d'Auray, l'autre du phare de Goulphar à Belle-Île, prélèvent des pierres dans plusieurs dolmens de Locmariaquer et dans des dolmens ainsi que dans l'allée couverte du Luffang à Crach en dépit des vaines protestations du chanoine Mahé ; d'autres, cités en 1856 dans une notice de la Société polymathique du Morbihan, sont signalés comme disparus en 1892 comme le menhir de Kerourang et les deux dolmens de Kergurionné.

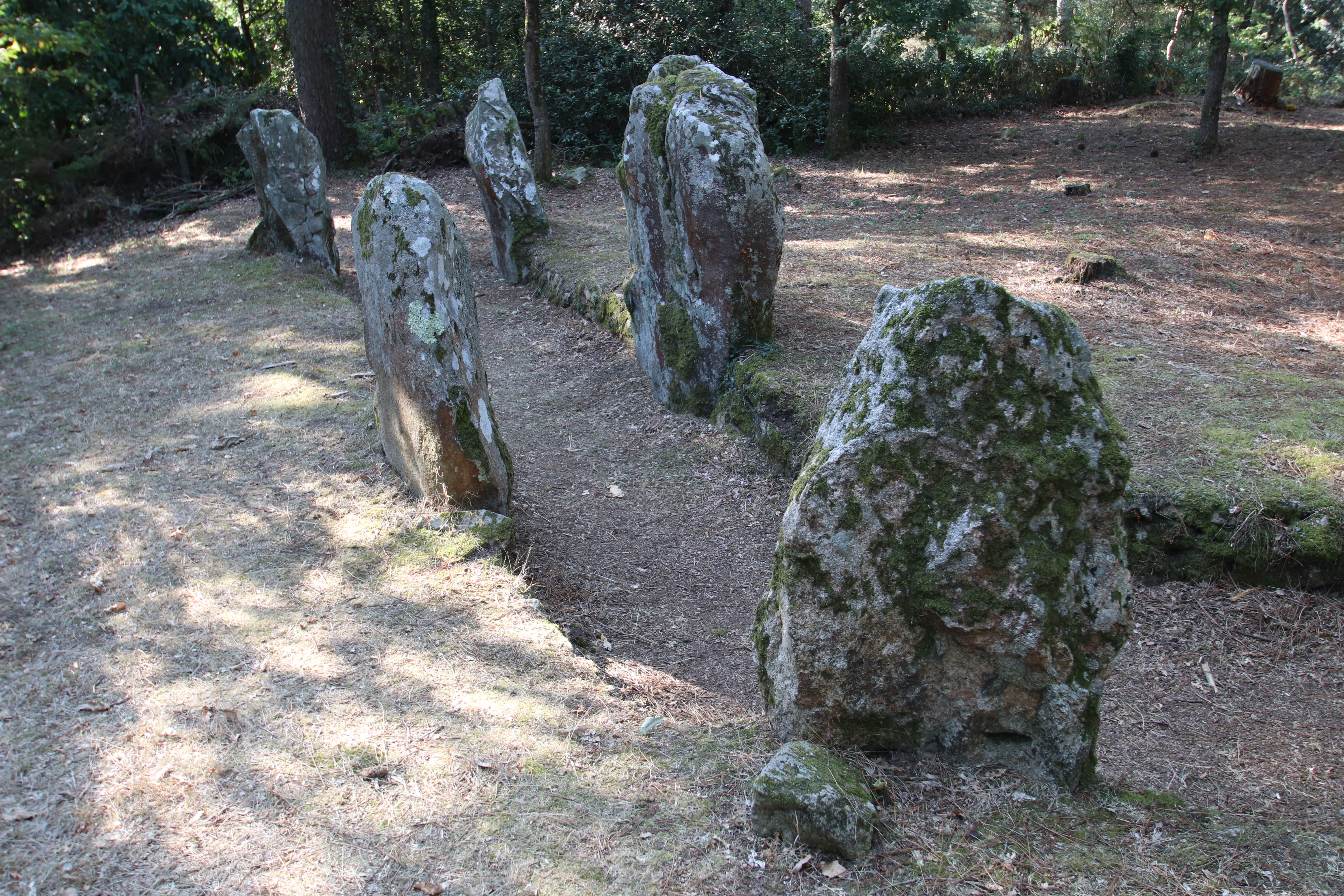
L'allée couverte du Luffang.

Une statuette en granulite trouvée dans la niche d'une vieille fontaine au bord de la rivière de Crac'h datant probablement de l'âge du fer a été découverte par Gustave de Closmadeuc et donnée au Musée d'histoire et d'archéologie de Vannes.

### Antiquité
Les Romains établirent sur ce même site de Locmariaquer une ville assez importante pour être dotée d'un théâtre face à la mer. Les voies qui reliaient cette agglomération empruntaient le territoire de l'actuelle commune de Crac'h. À Rosnarho se voient les vestiges d'un aqueduc venant de la pointe de Kerisper en Pluneret, qui puisait son eau sur la rive gauche de la rivière d'Auray.
On parle aussi d'un pont de bois, à la hauteur de Kerentrech, d'où l'on a retiré de la vase, au XVIIIe siècle, des poutres bien conservées. La tradition garde, en effet le souvenir d'un « pont de César », dit encore « pont des Espagnols », sans doute parce qu'il y avait eu, en aval, au temps de la Ligue, un fort espagnol. L'existence de restes de ce pont est attestée vers 1756 par Christophe-Paul de Robien, alors propriétaire du château du Plessis-Kaer, situé à 500 m en amont. Il décrit dans son "Histoire ancienne et naturelle de la province de Bretagne" « les restes d’un pont dont on perçoit encore, à marée basse, quelques piles qu’on a bien de la peine à détruire pour nettoyer la rivière ». Des restes des piles, gênantes pour la navigation, furent arasés au XIXe siècle.
En fait, selon Gustave de Closmadeuc, la voie romaine traversait l'Hérius (nom que portait alors la Rivière d'Auray) grâce à un pont, situé entre Kerentrech (le "village sur le passage" en breton) et Kerdrech ("village du passage" en breton), en aval du pont-aqueduc, dit « pont de César » (appelé à tort par le passé « pont des Espagnols »), situé entre les pointes de Kerisper et de Rosnarho (cette dernière en Crach) ; plusieurs poutres encore subsistantes de ce pont en bois furent retirées de la Rivière d'Auray en 1755.
Une datation au carbone 14 pourrait permettre d'attribuer ou non aux Vénètes, bons charpentiers, ce pont conçu ensuite comme support d'aqueduc par les Romains. Les Vénètes auraient aussi construit un port et des palissades à l'endroit dénommé par la suite "Fort Espagnol".

### Moyen Âge

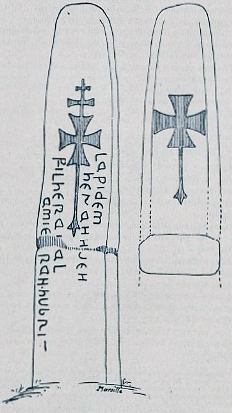
Le menhir christianisé dit "pierre de justice" de Crach.

Les émigrés bretons, venus des Îles Britanniques au Ve siècle et au VIe siècle, ont colonisé les territoires de Crach, comme ceux du reste de l'Armorique, devenue alors la Bretagne, à tel point que tous les noms de lieux sont empruntés à la langue devenue le breton, à commencer par celui de la paroisse. Crac'h, selon toute vraisemblance, est une variante de « Kreac'h, kreh » qui signifie : butte, colline. L'église paroissiale serait construite sur une butte artificielle attribuée aux Romains avec les débris d'un ancien établissement de Templiers.
Les Bretons étaient christianisés et ont laissé de leur foi quelques traces remontant au Haut Moyen Âge. Une croix marque le sarcophage de Lomarec que l'on date de l'époque mérovingienne et qui serait, selon la légende, la tombe du roi Waroch ; ce sarcophage comporte une inscription considérée comme la plus vieille en langue bretonne (Irha Ema in ri, "Ici repose un roi"). De même, une croix pattée et hampée est visible sur le menhir christianisé du Musée du Château-Gaillard à Vannes, qui provient de Mané-Justice en Crac'h. Elle est dessinée, encore en place, en Mars 1823 par Jorand (ce menhir, qui avait été découpé en deux morceaux par un carrier et qui furent trouvés pour l'un, la partie supérieure, au pied de la "Montagne de justice" de Crach par Charles de Keranflec'h en 1854 et pour l'autre, la partie inférieure, dans la cour du château de Plessis-Kaër deux ou trois ans plus tard, ont été réunis et se trouvent désormais au musée de Château-Gaillard (musée d'histoire et d'archéologie) à Vannes depuis 1858). L'inscription, en vieux breton, peut se traduire ainsi : « Pierre élevée à la mémoire d'Hervé Le Blanc, fils d'Hervé Le Vaillant, par son ami Ranahuri ».
La chapelle de l'Ermitage, à Locqueltas, passée sous le patronage de saint Gildas, rappelait la présence, en ce lieu, d'un lointain ermite. Le Moustoir tire son nom d'un petit monastère comme il en a existé beaucoup en Bretagne.
La baronnie de Kaër, qui avait son siège au château du Plessis-Kaër, avait droit de haute, moyenne et basse justice sur les paroisses de Crac'h et Locmariaquer et une partie de celles de Carnac, Brech et Pluvigner. Le château date du XIe siècle. Composé de deux ailes, il comporte six tours. Son parc est vaste de plus de 50 hectares.

### Époque moderne

#### Le Fort Espagnol
Pendant les Guerres de la Ligue, en 1590, le duc de Mercœur, gouverneur de Bretagne, à la tête de la Ligue bretonne, fai appel au roi d'Espagne Philippe II, qui envoie 3000 soldats espagnols, commandés par Juan d'Aguila, qui arrivent à Vannes en octobre 1590. Le mois suivant le gros des forces espagnoles quitte Vannes pour se diriger vers Blavet, mais une garnison s’installe à Auray et une autre se retranche plus en aval sur le Loch à Crac’h dans un avant-port, « le port Espagnol » (construit par Juan d'Aguila, il contrôlait la navigation sur la Rivière d'Auray et les traversées d'une rive à l'autre), désigné alors sous le nom de « Fort Sainte-Marie », puis de  « Fort Espagnol ». En 1598, la Paix de Vervins mit fin à l’occupation espagnole, ce qui provoqua le départ de leurs soldats.

#### Crac'h auXVIIesiècle
La paroisse de Crac'h est alors divisée en six frairies : celles de Saint-Thuriau (le bourg), de Locqueltas, de la Magdeleine, de Sainte-Brigitte, de Saint-Michel et de Saint-Pierre. Une chapellenie existait dans la chapelle Sainte-Anne située dans les dépendances du manoir de Kérantré.
Charles Colbert de Croissy écrit en 1656 que « la rivière ou golfe de Crach est une entrée d'environ demye lieüe des eaües de la mer dans la terre n'y ayant aucune suite dès son embouchure, elles barrée par un banc de sable et n'a rien d'avantageux pour les navires du Roy ». De nos jours l'entrée de la rivière de Crach abrite le port de plaisance de La Trinité - sur-Mer.

#### Crac'h auXVIIIesiècle

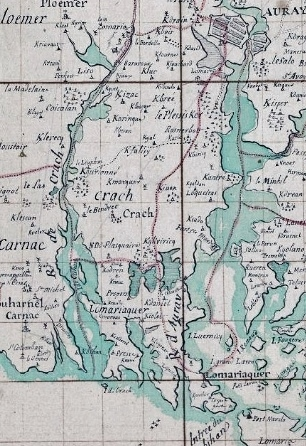
Carte de Crach et Locmariaquer publiée en 1710.

Crach faisait partie de la capitainerie des garde-côtes d'Auray au XVIIIe siècle. En 1759 une ordonnance royale de Louis XV ordonne à la paroisse de Crach de fournir 30 hommes pour servir de garde-côtes.
Jean-Baptiste Ogée décrit ainsi Crac'h en 1778 :

« Crach ; sur une hauteur, à 4 lieues à l'ouest de Vannes, son évêché ; à 14 lieues un quart de Rennes ; et à une lieue un tiers d'Aurai, sa subdélégation et son ressort. Cette paroisse, dont la cure est à l'Ordinaire, compte 1 500 communiants. Une partie relève du Roi et l'autre du château de Keraër, qui a une haute justice, à cause des châtellenies de Crach et de Beaumont qui lui sont annexées. Ce territoire, coupé de ruisseaux qui coulent dans les vallons et vont se perdre dans la mer, est fertile en toutes sortes de grains et bien cultivé. (...). »

Le château de Kergurioné fut une seigneurie puissante au Moyen Âge. Il devint vers 1620 la propriété de Pierre Coué, seigneur de Salarun ; un de ses descendants, Jean-François Coué de Salarun, participa en 1719 à la conspiration de Pontcallec.
Le château de Kerantrech [Kerantré] est construit à la fin du XVIIIe siècle ; il remplace un ancien manoir détruit par un incendie ; il est possédé par la famille Gouvello depuis 1620.
L'ancienne seigneurie de Rosnarho ( ou Rosnareu, Roc'h Nareu, Roc'h Naro, Ros Nerho, car son nom a fait l'objet de graphies variables au fil des siècles) a appartenu successivement aux familles de Rosharno, la Haye, Chohan (de 1534 à 1686), la Bourdonnaye, de la Pierre de Frémeur, entre le XVIe siècle et le XVIIIe siècle ; mais l'ancien château était, selon le chevalier de Fréminville, en ruine au début du XIe siècle (« quelques pans de murs, et deux ou trois tourelles à demi-écroulées » écrit-il). Un nouveau château est construit vers 1830.

#### Révolution française
Julien Le Glouannic, recteur de crac'h depuis 1781, refusa de prêter le serment de fidélité à la Constitution civile du clergé. Il fut maintenu à la tête de la paroisse lors du Concordat de 1801 et décéda à Crac'h le 24 août 1807.
Le château de Kerantrech servit de refuge à des émigrés en fuite après l'expédition de Quiberon en 1795.
Plusieurs habitants de Crac'h furent des chouans : par exemple Jean Coriton, Joseph Laîné et Jean Le Bourdiec, traversant la Rivière de Crac'h clandestinement en bateau, furent surpris au début du mois de novembre 1795 par une patrouille de soldats républicains (« Coriton, qui conduisait le bateau, eut le bras traversé d'une balle ») ; Thuriau Le Gloanic fut chef de bataillon de la légion d'Auray (dont le chef était Georges Cadoudal) au sein de la Chouannerie morbihannaise. En 1798 des bandes de faux chouans, en fait des bandits surnommés "chauffeurs", « torturaient les paysans et leur brûlaient les pieds pour leur extorquer de l'argent » le long du « bras de mer de Crach ou de La Trinité » ; ils furent tués par Julien Cadoudal, un frère de Georges Cadoudal. Le 4 juin 1800 les Anglais tentent un débarquement entre la pointe de Kerpenhir (en Locmariaquer) et la Rivière de Crac'h et sont approvisionnés en bœufs et grains par une bande d'une soixantaine de chouans et le 5 juin « des lignes de feu et de fumée se montraient (...) devant la rivière de Crac'h ». Le 23 mai 1801 Jacques Jouanno, aubergiste et garde forestier à Crach, est condamné à 4 mois de détention et à une amende (une peine légère car il était peu compromis, mais les deux responsables principaux furent condamnés à mort) pour avoir fait partie d'une conspiration, dont les membres avaient été envoyés dans l'île par Georges Cadoudal, visant à livre Belle-Île aux Anglais.

### LeXIXesiècle
A. Marteville et P. Varin, continuateurs d'Ogée, décrivent ainsi Crac'h en 1843 :

« Crac'h : commune formée par l'ancienne paroisse de ce nom, aujourd'hui succursale ; chef-lieu de perception (...). Principaux villages : Loqueltas, Kercado, Kerbirio, Kerourio, Lomarec, Kerdavid, Kerglévérit, Kerfourchue, Kerbois, le Moustoir, Kersinge, Kericard, Kerdreven, Kergouet, Kerguriene. Superficie totale 3 010 hectares dont (...) terres labourables 1 017 ha, prés et pâturages 445 ha, bois 136 ha, vergers et jardins 55 ha, étangs et marais 38 ha, landes et incultes 1 267 ha (...). Moulins à vent de Kerhern, Corneguic, Kermarquer et Kerverchi ; à eau, de Poulhen. Crac'h est bâti sur une colline ; l'église est surmontée d'un clocher en pierres. Il y a outre l'église la chapelle Saint-Albin. Le territoire est couvert de maisons isolées ; les plus forts villages se composent à peine de quatre ou cinq feux. Les landes sont nombreuses et couvrent (...) plus du tiers de la commune ; mais les parties qui avoisinent les rivières d'Auray et de Crac'h sont assez fertiles et surtout bien cultivées. Les bois de charpente croissent avec peine, et c'est une des considérations qui ont engagé les propriétaires à cultiver les pins et sapins. (...) Il y a foire le samedi avant le deuxième dimanche de juillet. Géologie : constitution granitique. On parle le breton. ».

Ces deux auteurs indiquent également que « Kerantré et le Plessix-Kaër sont les deux maisons remarquables de la commune de Crac'h », la seconde étant une ancienne propriété de la famille de Robien qui appartient en 1843 à M. Cauzique. En 1871 le château de Kerantech passe par mariage aux mains de la famille d'Aboville. Celui du Plessis-Kaër est acheté dans la décennie 1870 par Jules Caillot, industriel parisien.
Une épidémie de variole sévit à Crac'h en 1869 : elle fit 60 malades, dont 19 moururent.

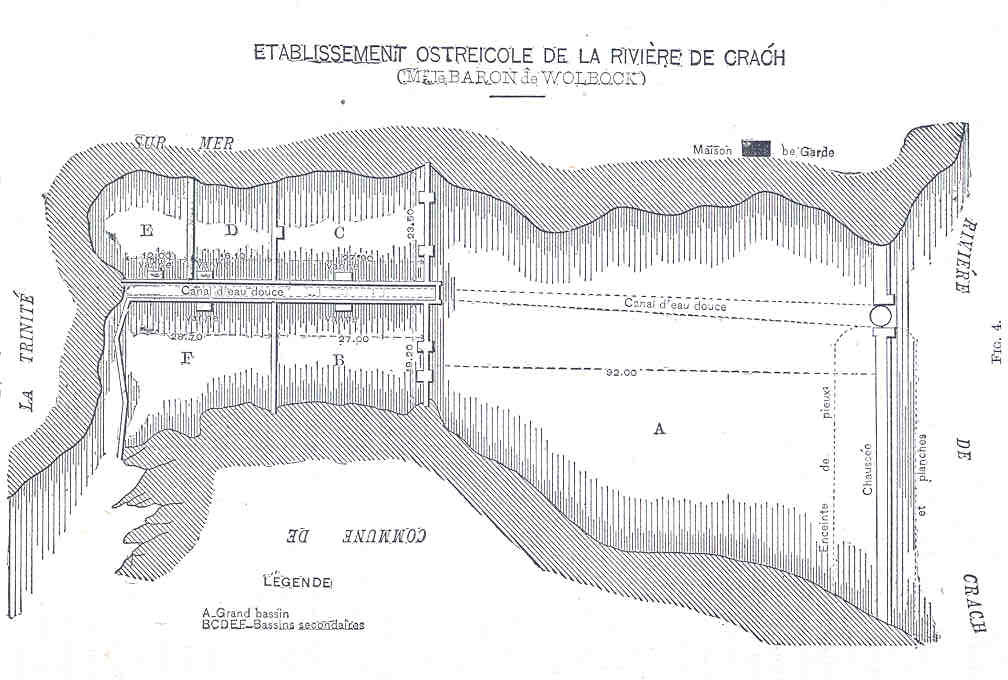
Plan de l'établissement ostréicole de la Rivière de Crach appartenant au baron de Wolbock en 1883.

L'élevage des huîtres est une activité importante depuis la décennie 1870. Auparavant on se contentait de draguer les bancs naturels d'huîtres : le dragage des huîtrières dans les rivières de Crac'h, d'Auray et de Pénerf s'arrêtait le 31 mars.Le baron de Wolbock installe en 1865 ses bassins le long de la Rivière de Crac'h, mais c'est son fils Henry Armand de Wolbock, aussi baron de Wolbock, qui développa par la suite l'ostréiculture. Ses parcs sont ainsi décrits lors de l'Exposition universelle de 1889 : « Ces établissements, situés à Kercado (...) occupent une superficie de 9 ha 97, auxquels peuvent être ajoutés 45 ha de bassins fermés par une digue insubmersible. Ils occupent environ 80 personnes  et contiennent environ 20 millions d'huîtres d'élevage, dont 3 millions sont livrées chaque année à la consommation. Les huîtres, fournies à l'état de naissain par près de 300 000 collecteurs, sont nourries en caisse jusqu'à dix-huit mois, placées dans des claires jusqu'à la quatrième année, engraissées pendant la quatrième et la cinquième année, d'où, dans les bassins, une rotation quinquennale que M. le vicomte de Wolbock considère comme indispensable à la plénitude de l'industrie ostréicole ».
En 1889 Benjamin Girard indique que Crach a une population agglomérée de 363 habitants (pour une population totale de la commune qui est alors de janvier 938 habitants).
En 1896 Mme Besnard, propriétaire du château de Rosharno, fit bâtir un orphelinat « où de jeunes enfants seront élevés chrétiennement et apprendront à gagner honnêtement leur vie dans les travaux des champs ». Le 16 mars 1902 le Conseil municipal de crach donna un avis favorable pour que cet orphelinat de Rosharno soit dirigé par des Sœurs de Notre-Dame des Orphelins

### LeXXesiècle

#### La Belle Époque
Un naufrage survenu en Rivière d'Auray au large de Fort Espagnol le 5 juillet 1903 provoqua la noyade de sept jeunes gens.

#### La Première Guerre mondiale
Un vœu en faveur d'un projet de construction d'une ligne de chemin de fer à voie étroite allant d'Étel à Vannes en passant par La Trinité-sur-Mer, Crach, Le Bono, Baden et Arradon, qui aurait nécessité la construction de plusieurs ouvrages d'art, fut voté en 1916 par le Conseil général du Morbihan, mais ce projet n'aboutit pas.
Les plaques commémoratives de l'église paroissiale Saint-Thuriau indiquent les noms de 86 soldats et marins morts pour la France pendant la Première Guerre mondiale.
Un calvaire commémoratif a été édifié en mémoire de 8 soldats membres ou liés à la famille du général de Gouvello à Kercado en direction du Fort Espagnol.

#### L'Entre-deux-guerres
Une sorcière réputée de Crach, qui avait exercé ses talents jusqu'à Belle-Île-en-Mer en "soignant" des patients en usant de sortilèges fut poursuivie devant les tribunaux en 1922.

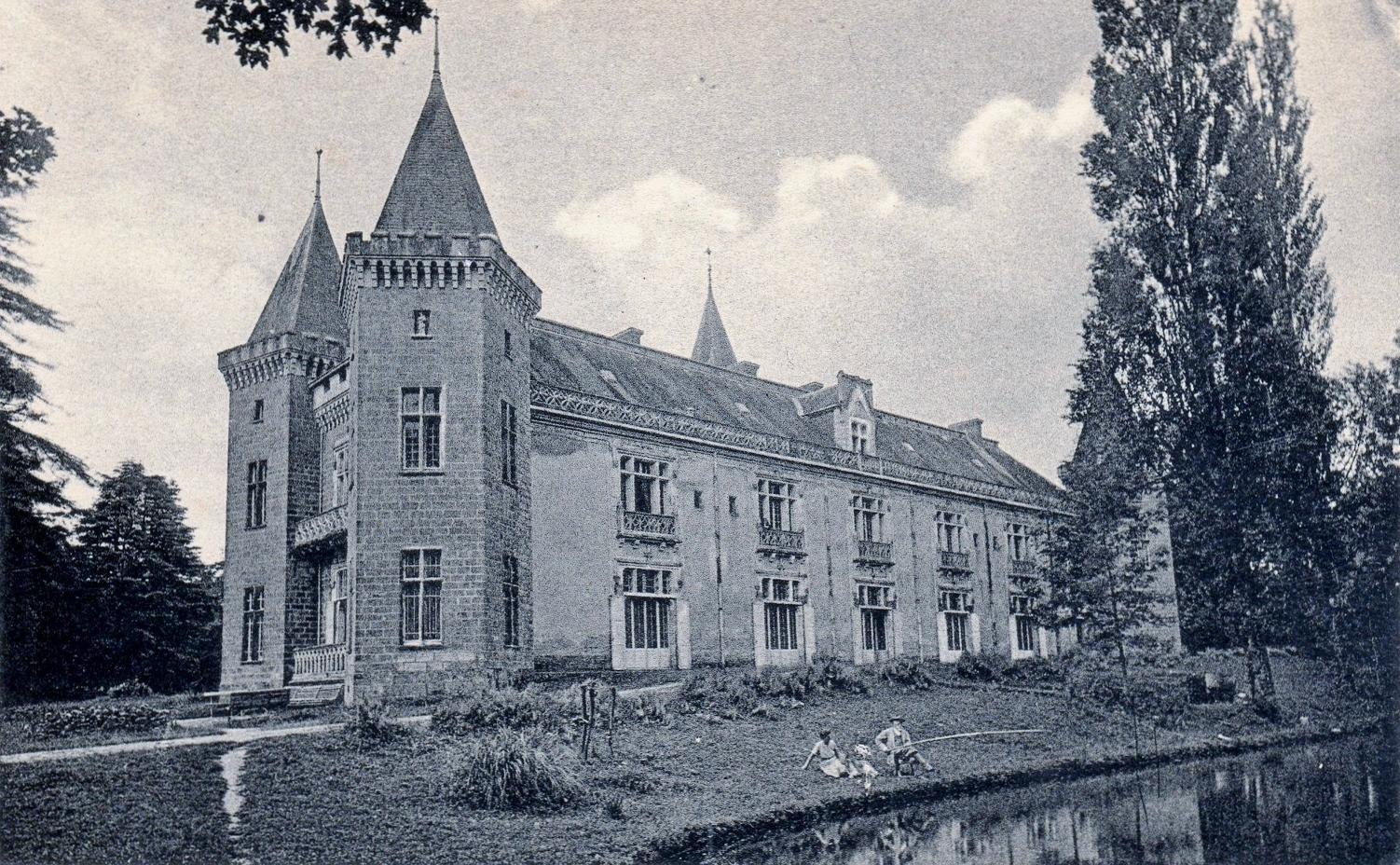
Le château du Plessis-Kaër vers 1930 (carte postale) 1.
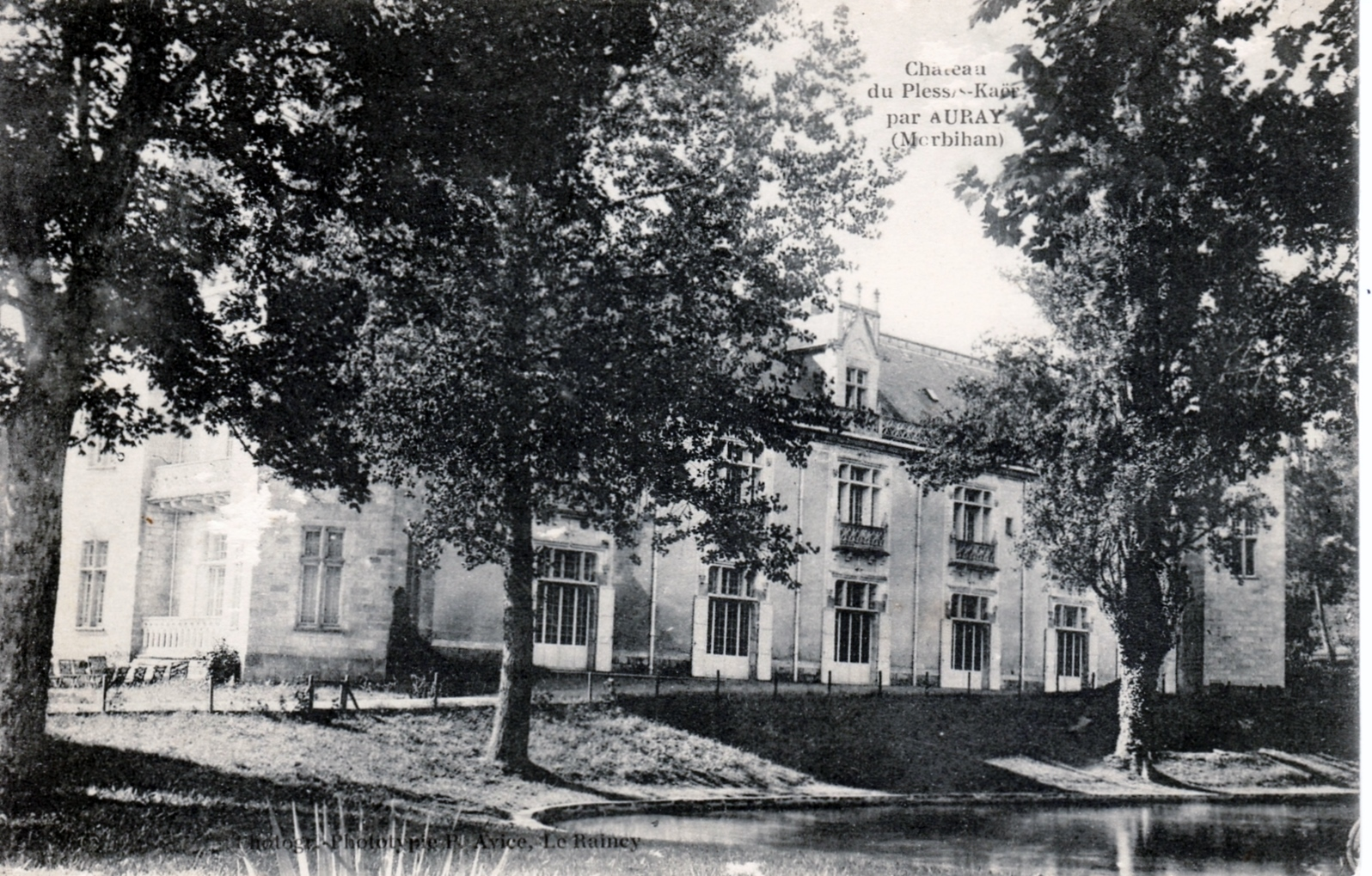
Le château du Plessis-Kaër vers 1930 (carte postale) 2.

#### La Seconde Guerre mondiale
En février 1941 les Conseils municipaux de Crach et de plusieurs autres communes adressent « au maréchal Pétain l'hommage de leur admiration, de leur loyalisme et de leur gratitude pour l'œuvre de redressement qu'il a entreprise ».
Les plaques commémoratives de l'église paroissiale Saint-Thuriau indiquent les noms de 18 personnes mortes pour la France pendant la Seconde Guerre mondiale.

#### L'après Seconde Guerre mondiale
François Faure, pilote aviateur, est disparu en mer le 25 novembre 1948. Un soldat originaire de Crach est mort pendant la Guerre d'Indochine et deux pendant la Guerre d'Algérie.

### LeXXIesiècle
La commune de Crac'h a été l'un des premiers clusters de l'épidémie de Covid-19 en France, avec 6 personnes tombées malades au 2 mars 2020.

## Population et société

### Démographie
L'évolution du nombre d'habitants est connue à travers les recensements de la population effectués dans la commune depuis 1793. Pour les communes de moins de 10 000 habitants, une enquête de recensement portant sur toute la population est réalisée tous les cinq ans, les populations de référence des années intermédiaires étant quant à elles estimées par interpolation ou extrapolation. Pour la commune, le premier recensement exhaustif entrant dans le cadre du nouveau dispositif a été réalisé en 2005.

En 2022, la commune comptait 3 458 habitants, en évolution de +4,25 % par rapport à 2016 (Morbihan : +3,82 %, France hors Mayotte : +2,11 %).
| 1793  | 1800  | 1806  | 1821  | 1831  | 1836  | 1841  | 1846  | 1851  |
| ----- | ----- | ----- | ----- | ----- | ----- | ----- | ----- | ----- |
| 1 651 | 1 520 | 1 503 | 1 660 | 1 715 | 1 700 | 1 702 | 1 803 | 1 834 |

| 1856  | 1861  | 1866  | 1872  | 1876  | 1881  | 1886  | 1891  | 1896  |
| ----- | ----- | ----- | ----- | ----- | ----- | ----- | ----- | ----- |
| 1 801 | 1 826 | 1 853 | 1 876 | 1 955 | 1 986 | 1 938 | 1 952 | 1 923 |

| 1901  | 1906  | 1911  | 1921  | 1926  | 1931  | 1936  | 1946  | 1954  |
| ----- | ----- | ----- | ----- | ----- | ----- | ----- | ----- | ----- |
| 1 978 | 2 053 | 2 079 | 1 932 | 1 902 | 1 903 | 1 875 | 1 832 | 1 771 |

| 1962  | 1968  | 1975  | 1982  | 1990  | 1999  | 2005  | 2006  | 2010  |
| ----- | ----- | ----- | ----- | ----- | ----- | ----- | ----- | ----- |
| 1 903 | 1 928 | 2 001 | 2 535 | 2 762 | 3 030 | 3 218 | 3 233 | 3 283 |

| 2015  | 2020  | 2022  | - | - | - | - | - | - |
| ----- | ----- | ----- | - | - | - | - | - | - |
| 3 318 | 3 421 | 3 458 | - | - | - | - | - | - |

### Enseignement
Crach est située dans l'académie de Rennes et possède sur son territoire 2 écoles maternelles et 2 écoles élémentaires communales : l'école publique des Deux-Rivières et l'école Saint-Joseph.

### Santé
La commune dispose de 5 médecins, 2 dentistes, 7 kinésithérapeutes, 1 pharmacie, 6 infirmiers, 1 orthophoniste, 1 pédicure-podologue et 1 diététicienne.

### Sports
- Un parcours botanique.
- Un parcours sportif.
- Une aire de pique-nique.
- Un espace jeunes enfants.
- Un musée des objets agricoles anciens.
- Deux terrains de football (un homologué et un d'entrainement).
- Un skatepark.
- Deux courts de tennis extérieurs et un mur d'entrainement.
- Un dojo.

## Cinéma
En 1979 a été tourné dans la commune, au Château de Kerherneigan, le feuilleton télévisé L'Île aux trente cercueils de Marcel Cravenne.

## Culture locale et patrimoine

### Lieux et monuments

#### Monuments historiques
La commune compte huit monuments historiques :
- l'ossuaire du cimetière, inscrit par arrêté du 18 mai 1925[78]. Autrefois adossé à l’église, il a été transporté dans le cimetière et disposé en appentis sur le mur du fond. Sa façade toute en longueur présente à la base un muret à corniche saillante, au-dessus d’une claire-voie faite de quatre séries de balustres séparées par de courtes piles et enfin un larmier sous la toiture. Plus ample, la pile centrale porte une inscription avec l’emblème de la mort : un crâne et des tibias croisés. Elle est dominée par une petite croix ;
- les deux dolmens de Parc-Guéren, classés par arrêté du 12 mai 1926[79] ;
- la porte de la tourelle d'escalier du château du Plessis-Kaër, inscrite par arrêté du 20 mars 1934[80] ;
- le dolmen de Kerourang, classé par arrêté du 9 mai 1938[81] ;
- le dolmen de Mané-Rohenezel, classé par arrêté du 9 mai 1938[82] ;
- le dolmen de la Mare, classé par arrêté du 10 mai 1938[83] ;
- l'allée couverte de Luffang Tal-er-Roch, classée par arrêté du 10 octobre 1938[84] ;
- l'aqueduc gallo-romain de Rosnarho, inscrit par arrêté du 16 avril 2002[85].

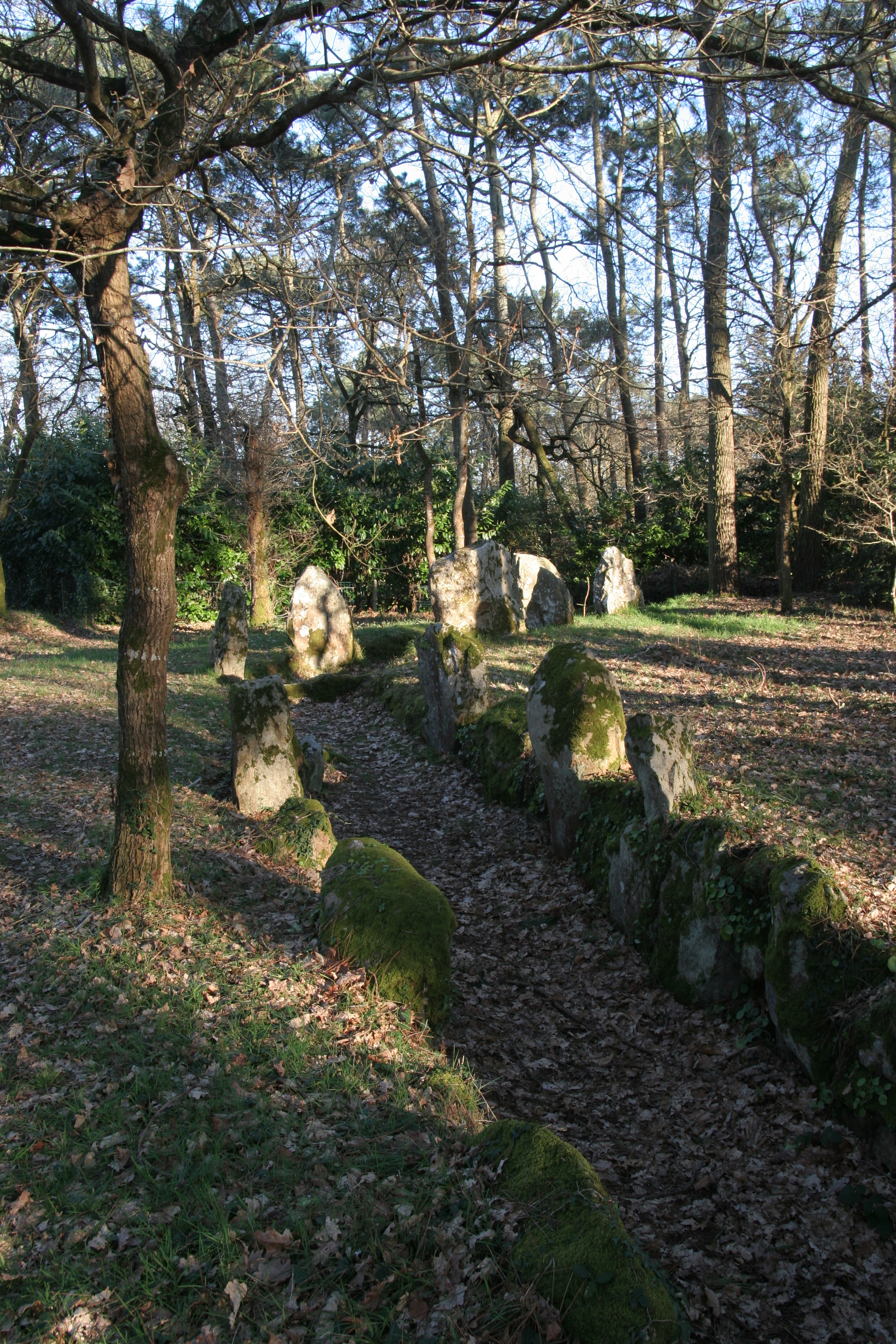
Allée couverte de Luffang Tal er Roch.
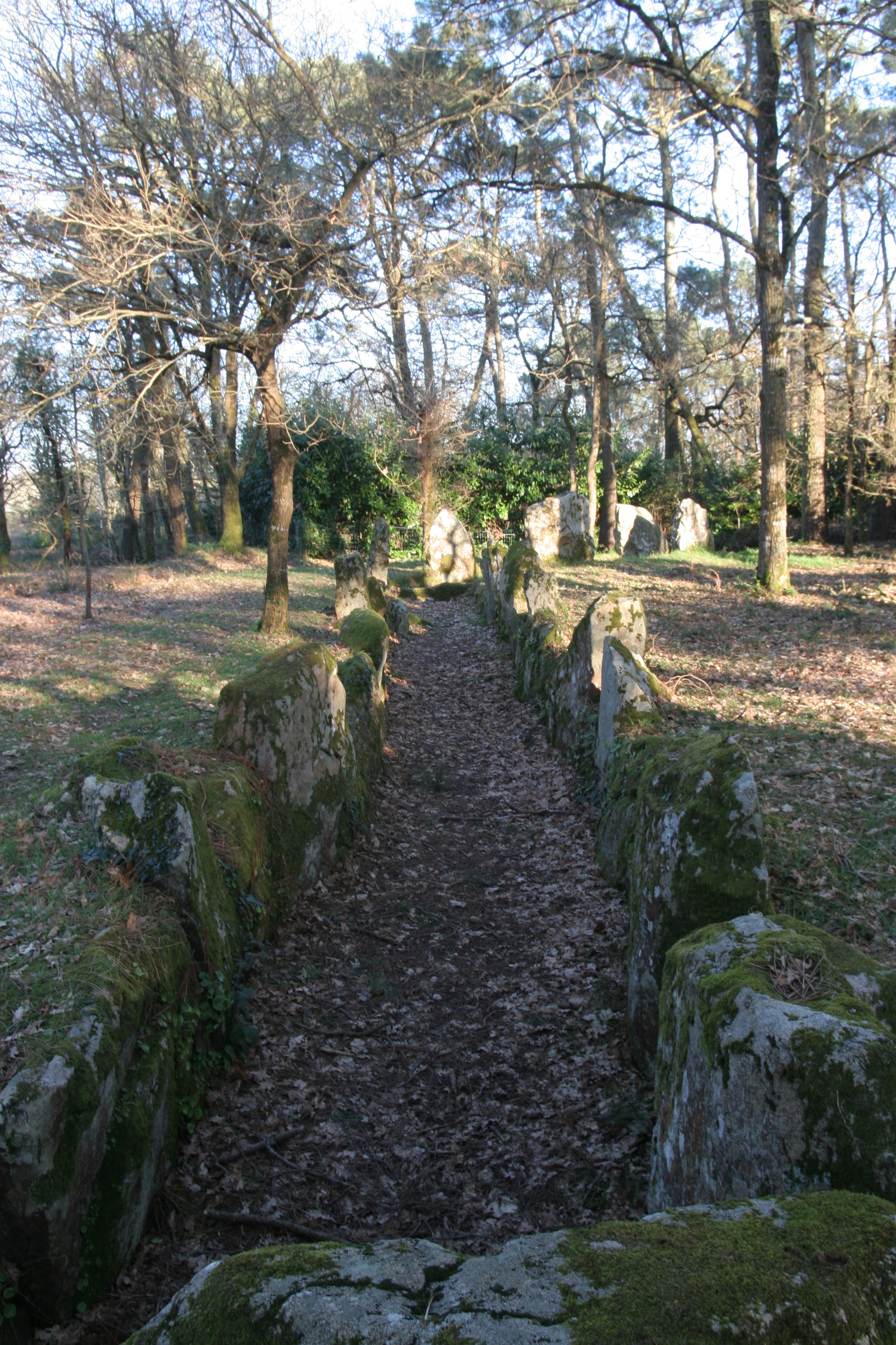
Allée couverte de Luffang Tal er Roch.

#### L'église Saint-Thuriau
L’église paroissiale date de 1809. Elle a fait l’objet de plusieurs restaurations.
En 1828 la duchesse de Berry gratifia la commune d’un secours pour la réparation : le clocher situé à proximité des côtes serait un point de vue utile aux navigateurs. Au-dessus du porche Ouest, une pierre porte une inscription en latin faisant référence à l’altitude. En 1904, l’église reçut trois belles cloches neuves de Villedieu-les-Poêles.
En forme de croix latine, elle s’augmente d’une tour carrée à l’ouest et d’un porche au midi. Le clocher comporte trois étages inégaux et une flèche pyramidale. Un oculus orne le 2e étage. Le clocher même est ouvert en quatre baies cintrées. Les pilastres d’angles et une balustrade couronnent la tour. Le porche porte un fronton où l’on peut lire : « ici, c’est la maison de Dieu et la porte du ciel ». À l'intérieur du porche, deux bancs de pierre s'adossent aux murs et un bénitier important est encastré près du portail d'entrée.
À l'intérieur de l'église, la nef est dallée de pierres. Les ailes du transept s'ouvrent par d'audacieux arcs en plein cintre, lequel prend place sur un podium circulaire. Le buste et le bras reliquaire de saint Thuriau contribuent à la richesse du sanctuaire. (Les reliques de ce saint furent apportées au duc de Bretagne au château d'Auray puis confiées à la paroisse de Crac'h). Du grand retable de chevet en triptyque de l'église précédente, il ne subsiste que les colonnes à chapiteau corinthien encadrant le tableau : Descente de croix de Jouvenet, dont l'original de 1700 se trouve au Louvre et séparant les statues de saint- huriau (Turiaf) et saint Clair. Les retables latéraux comportent des chutes de fleurs et des guirlandes surmontées de visages d'angelots. Les tableaux ont été restaurés au cours de l'année 2000. Il s'agit au nord de La donation du rosaire : le personnage de gauche au pied de la Vierge serait saint Dominique et le chien, symbole de fidélité, porte dans la gueule le flambeau de la foi. Côté Sud, l'autre tableau la Vierge, sainte Anne et saint Joachim peint par F. Baret date de 1882. D'autres statues enrichissent l'église : saint Isidore, saint Mathurin, Notre-Dame de la clarté à gauche, et à droite, saint Thuriau, sainte Appoline (invoquée contre le mal de dents, la tenaille évoque son martyre) et saint Avertin contre les maux de tête (les « Avertin » étant sujets aux vertiges). Au fond de l'église, une vaste tribune repose sur quatre colonnes aux chapiteaux corinthiens et sa balustrade s'orne de deux anges rapportés de l'ancien autel. L'orgue provient de Sainte-Anne d'Auray.

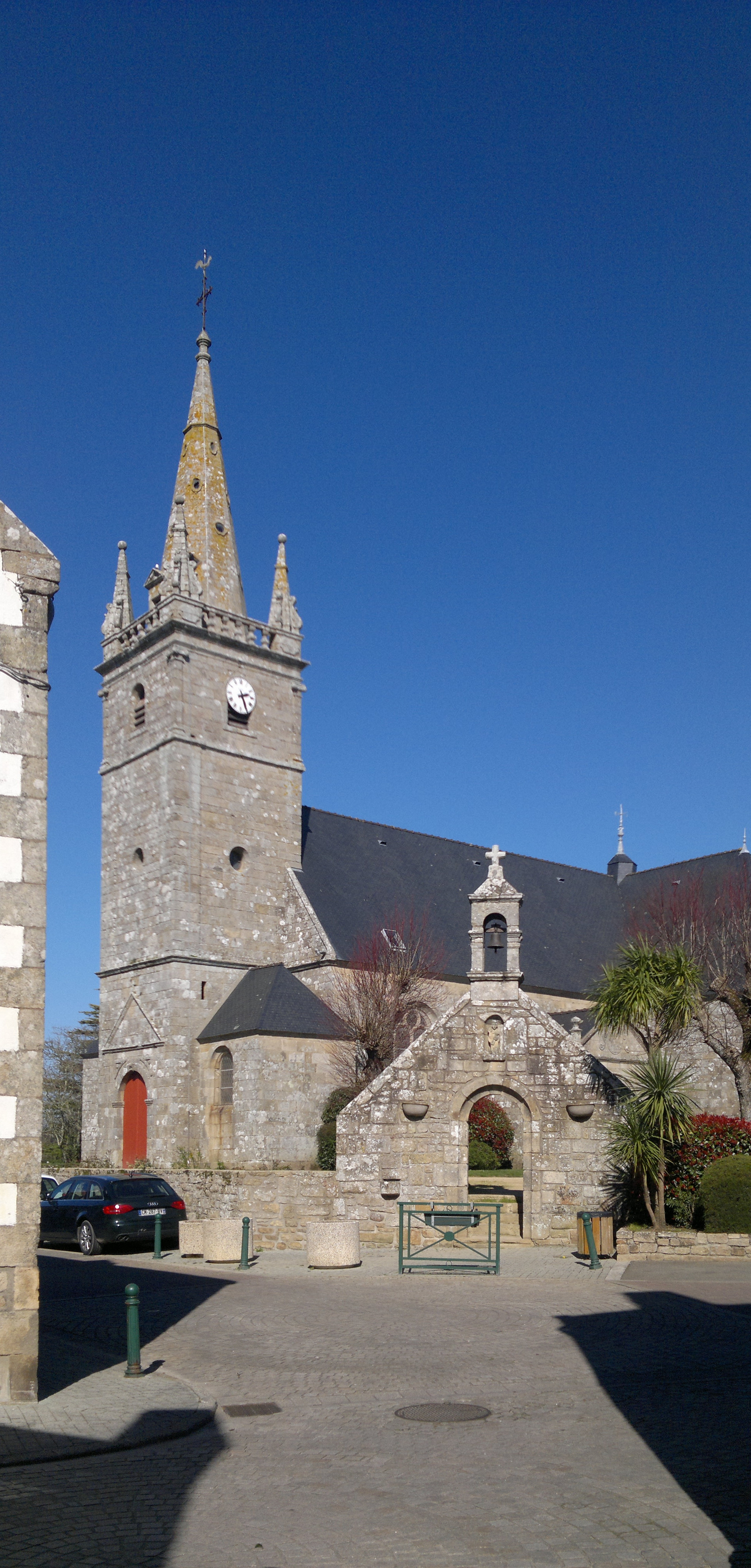
L'église Saint-Thuriau.
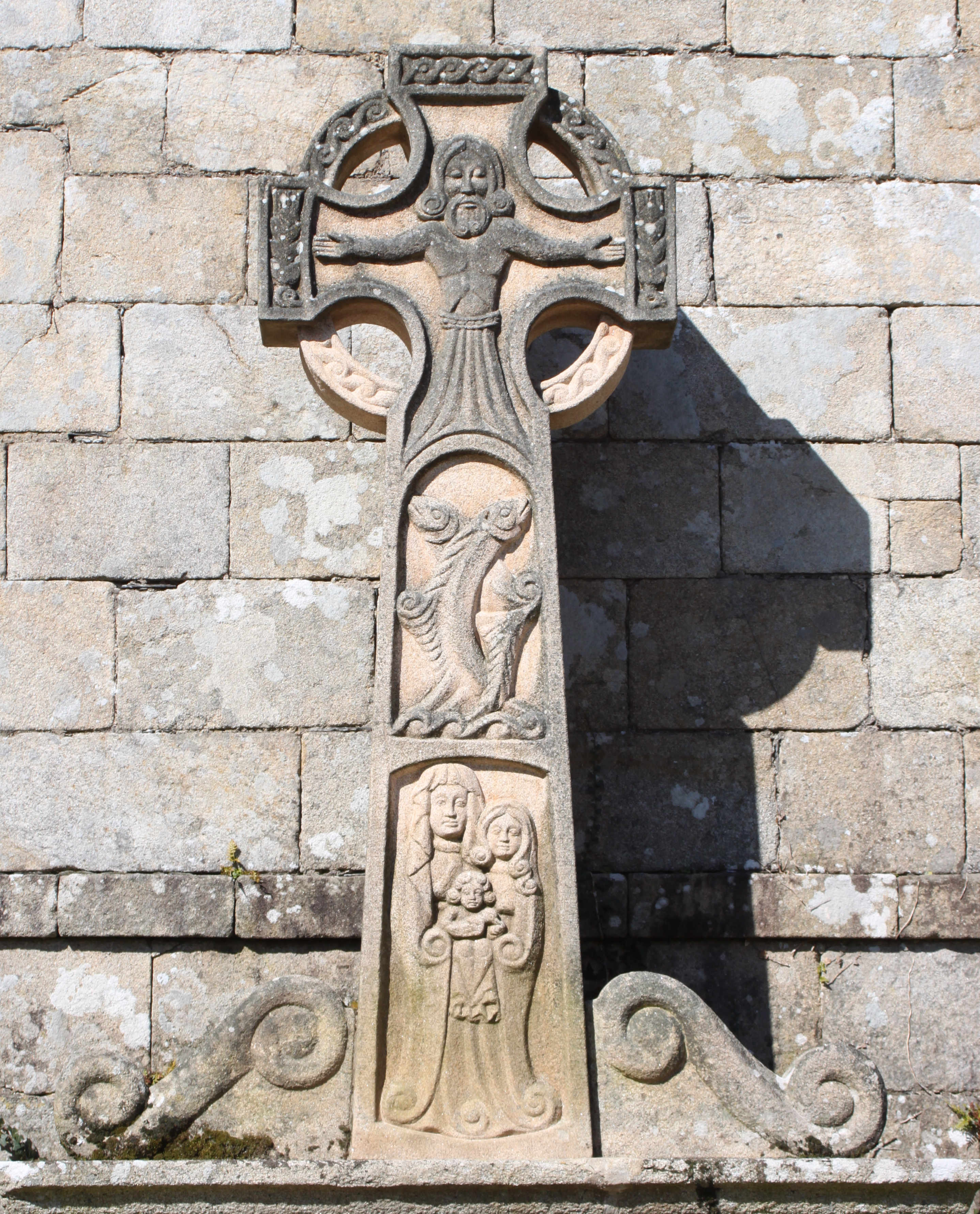
Croix de l'autel extérieur.
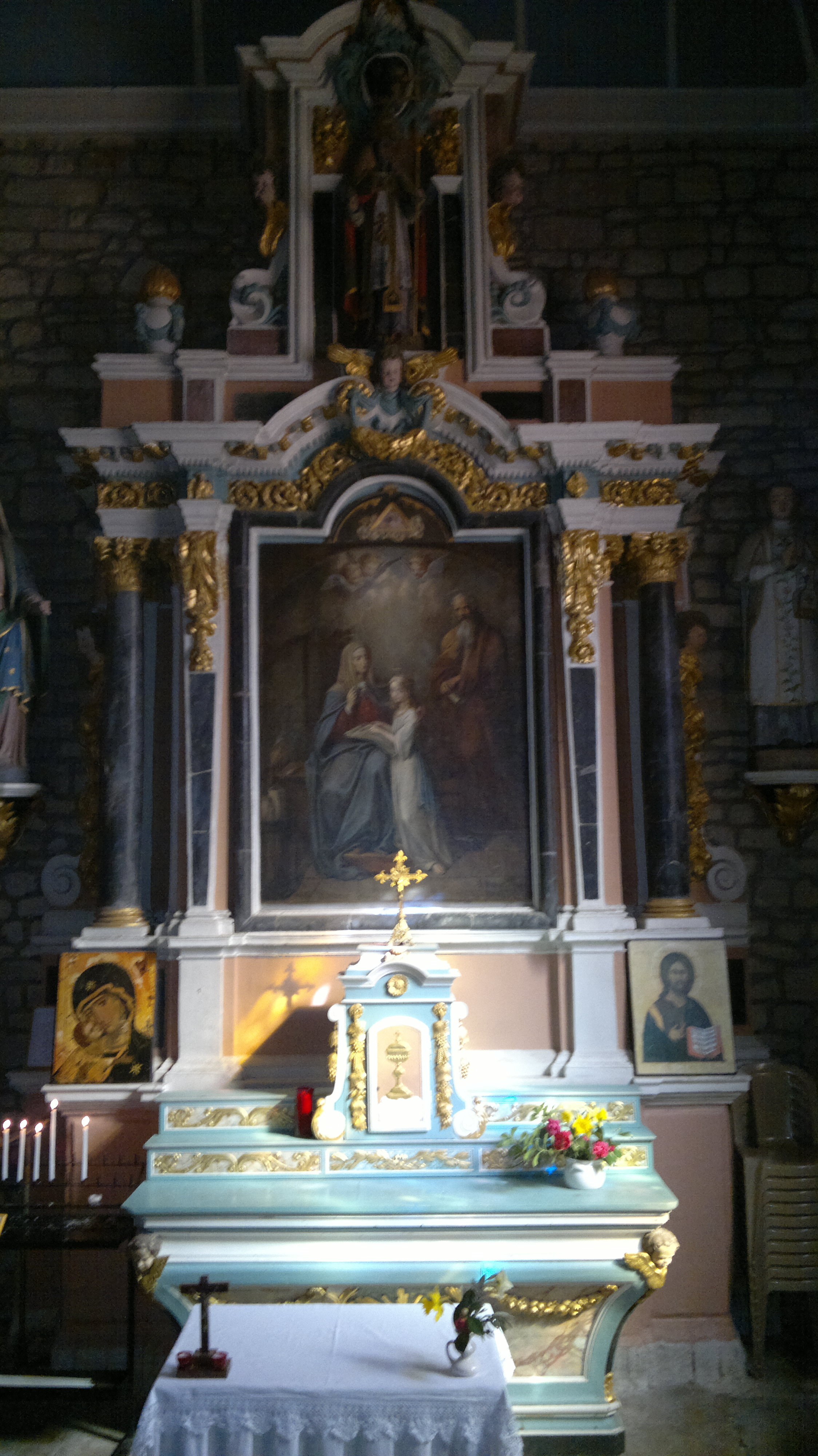
Chapelle du transept nord.
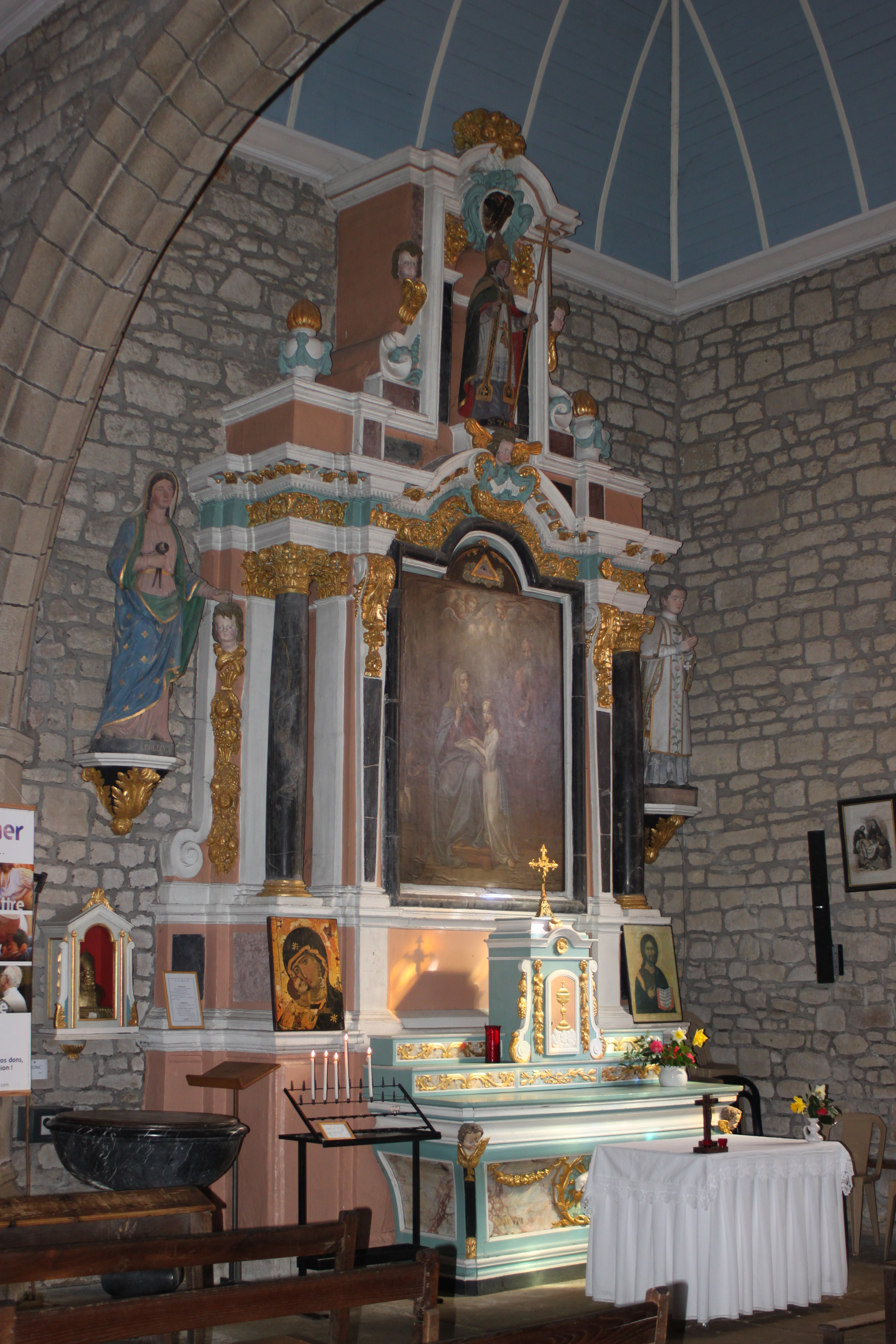
Chapelle du transept sud.
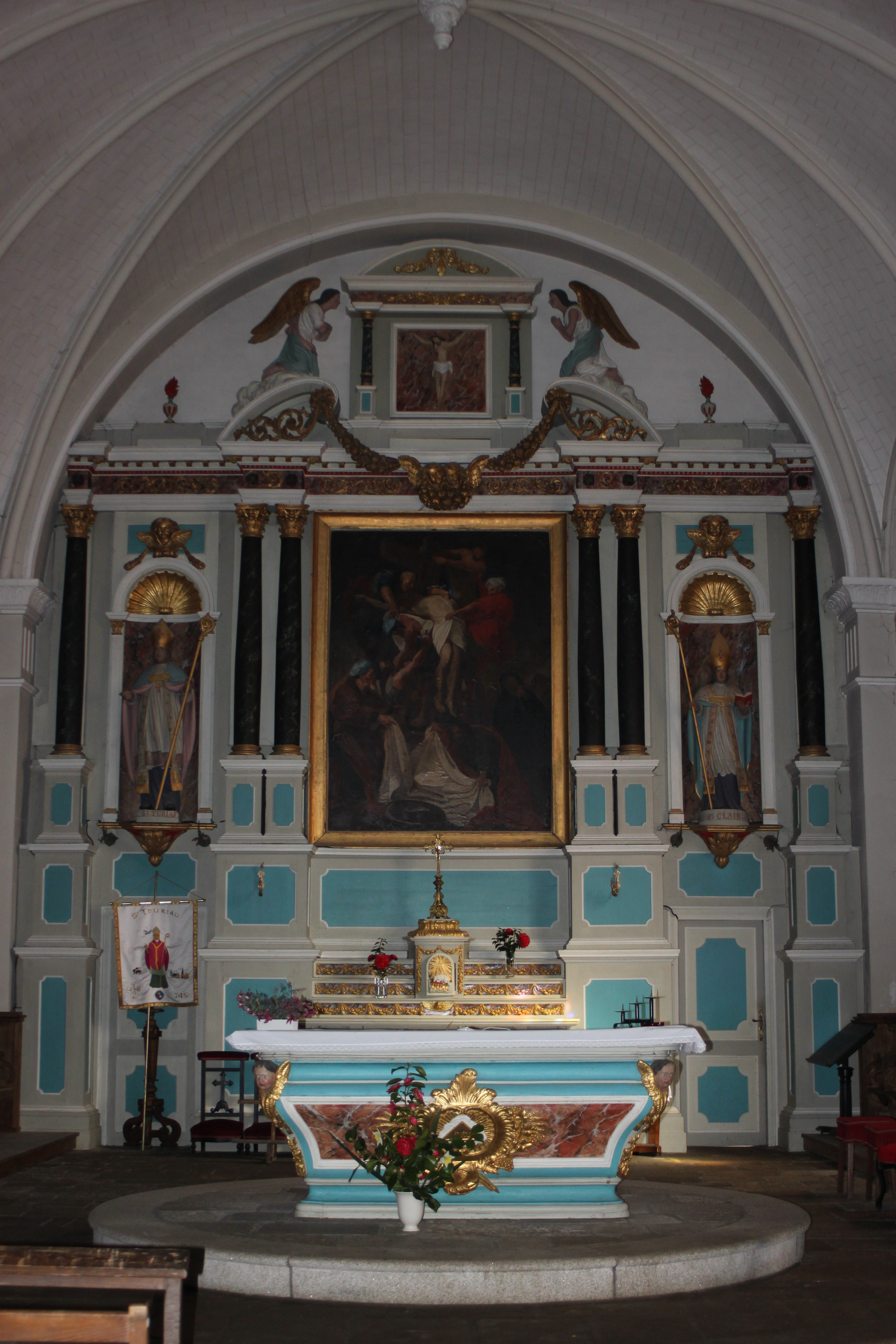
Chœur.
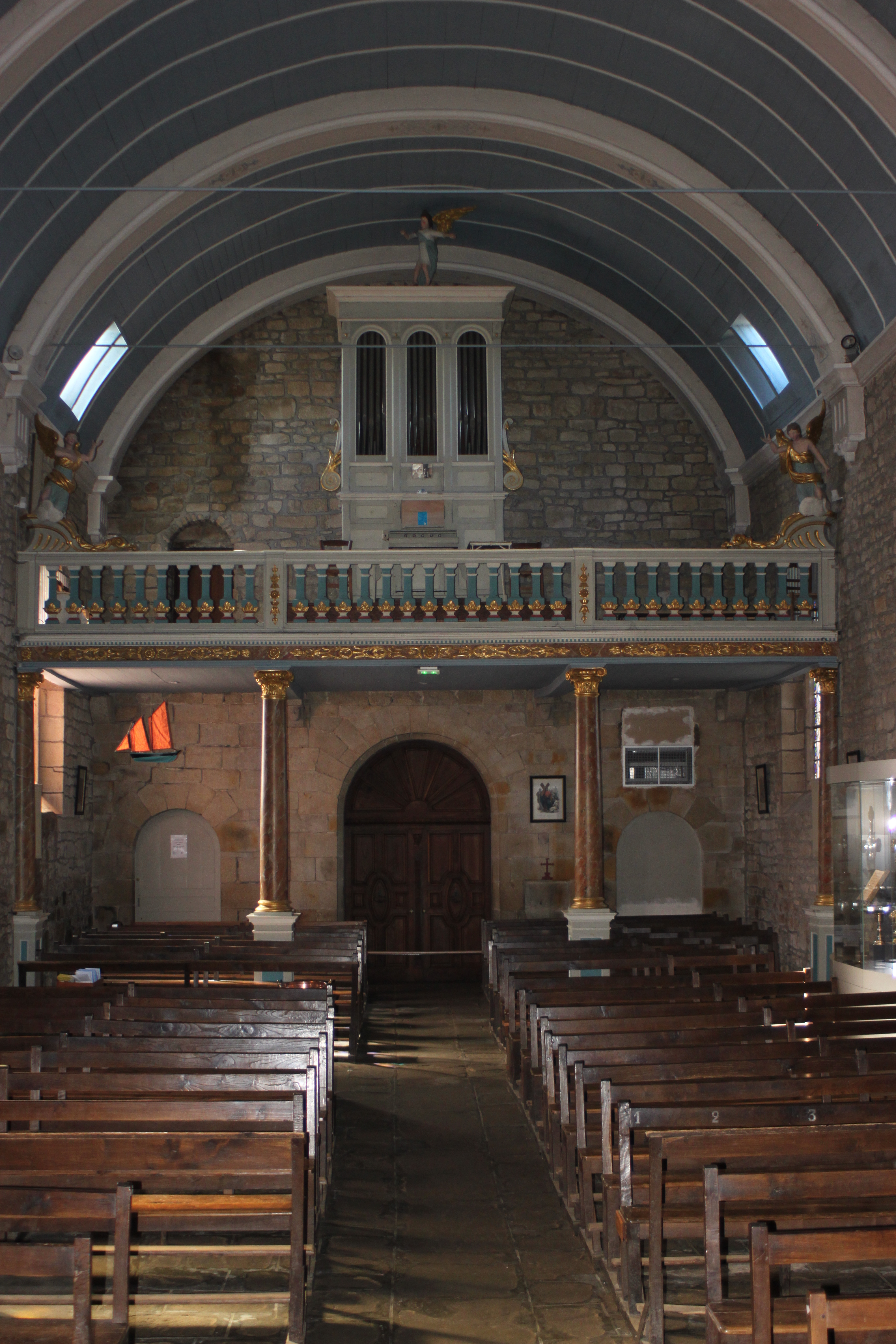
Jubé et grandes orgues.
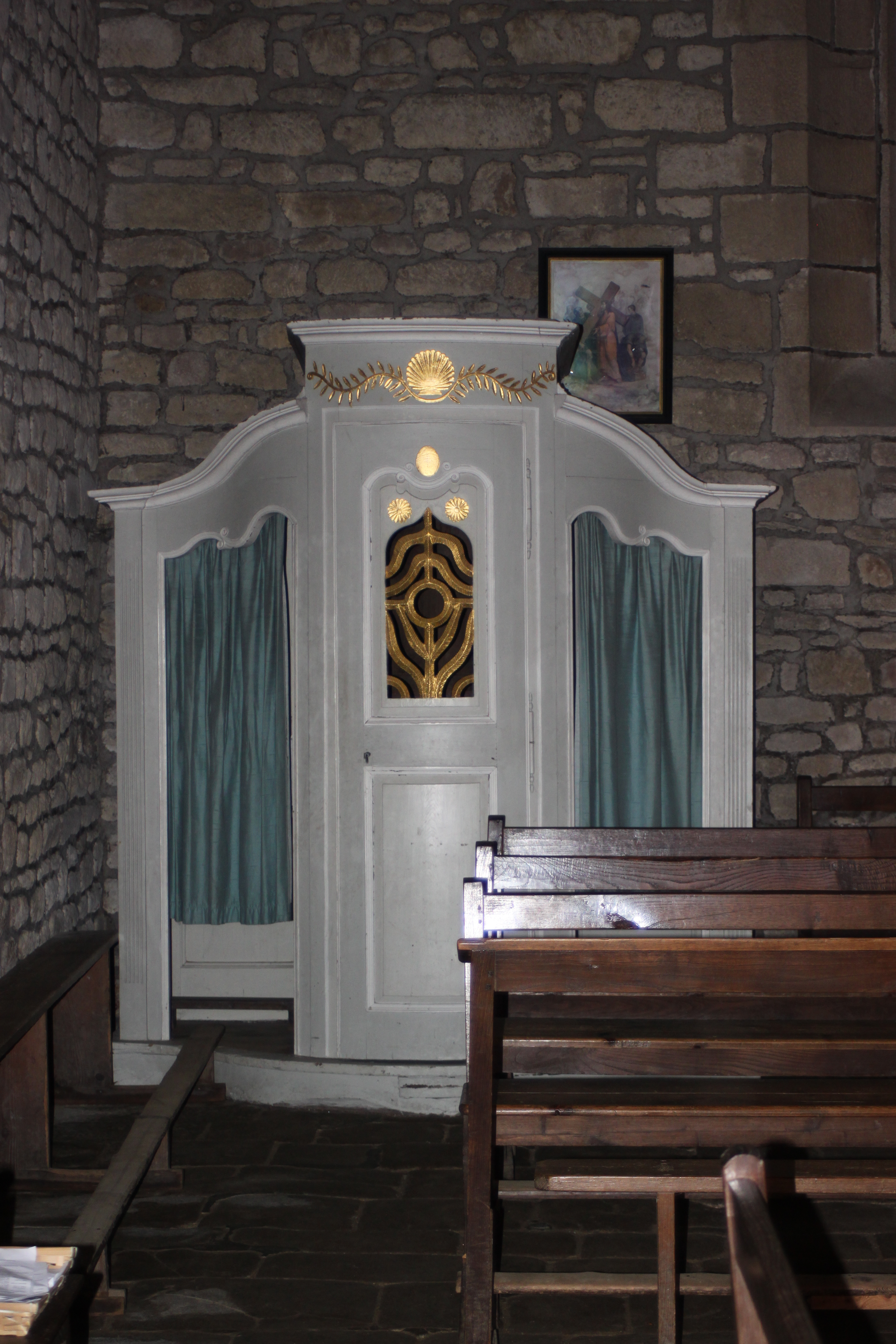
Confessionnal.
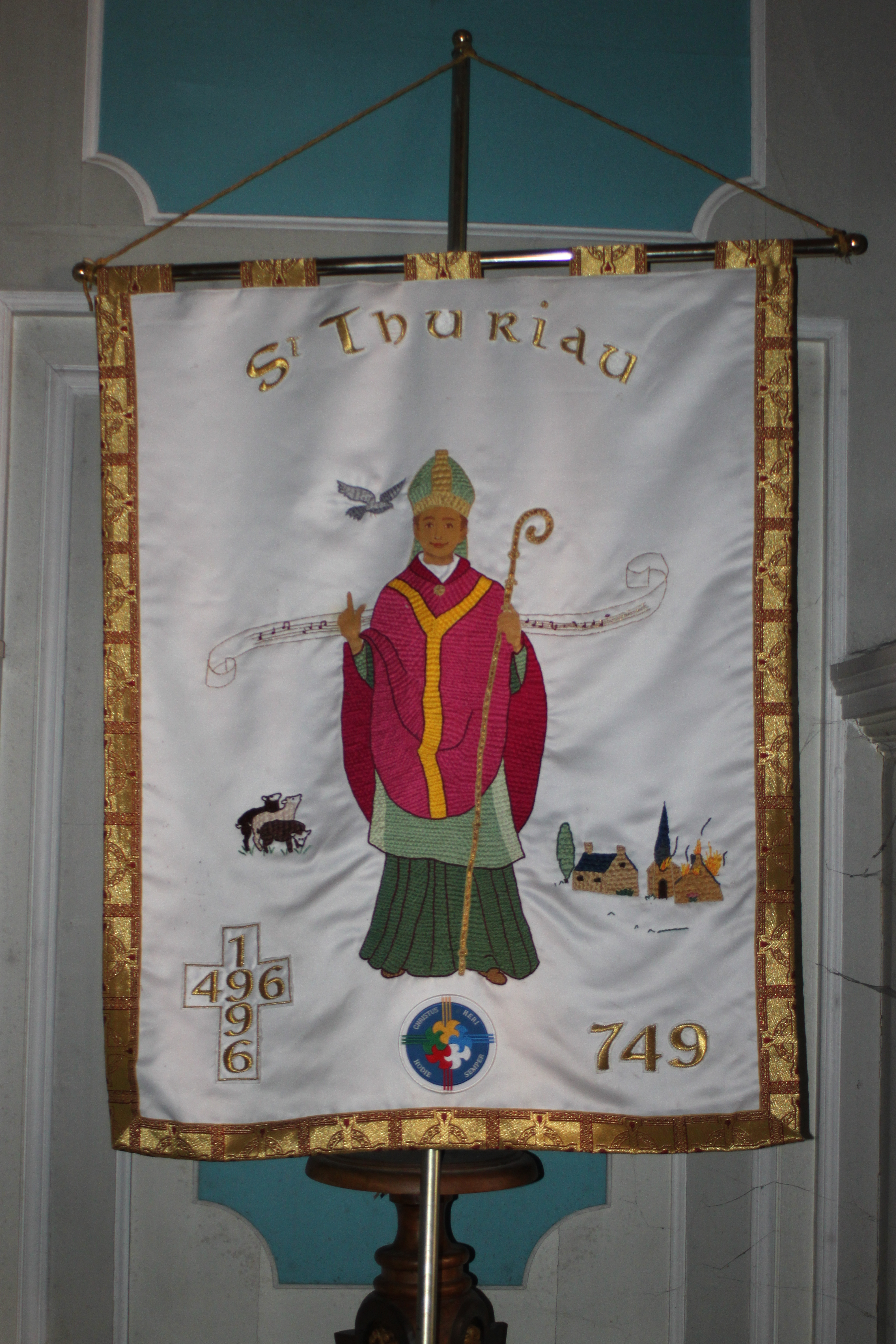
Bannière Saint-Thuriau.
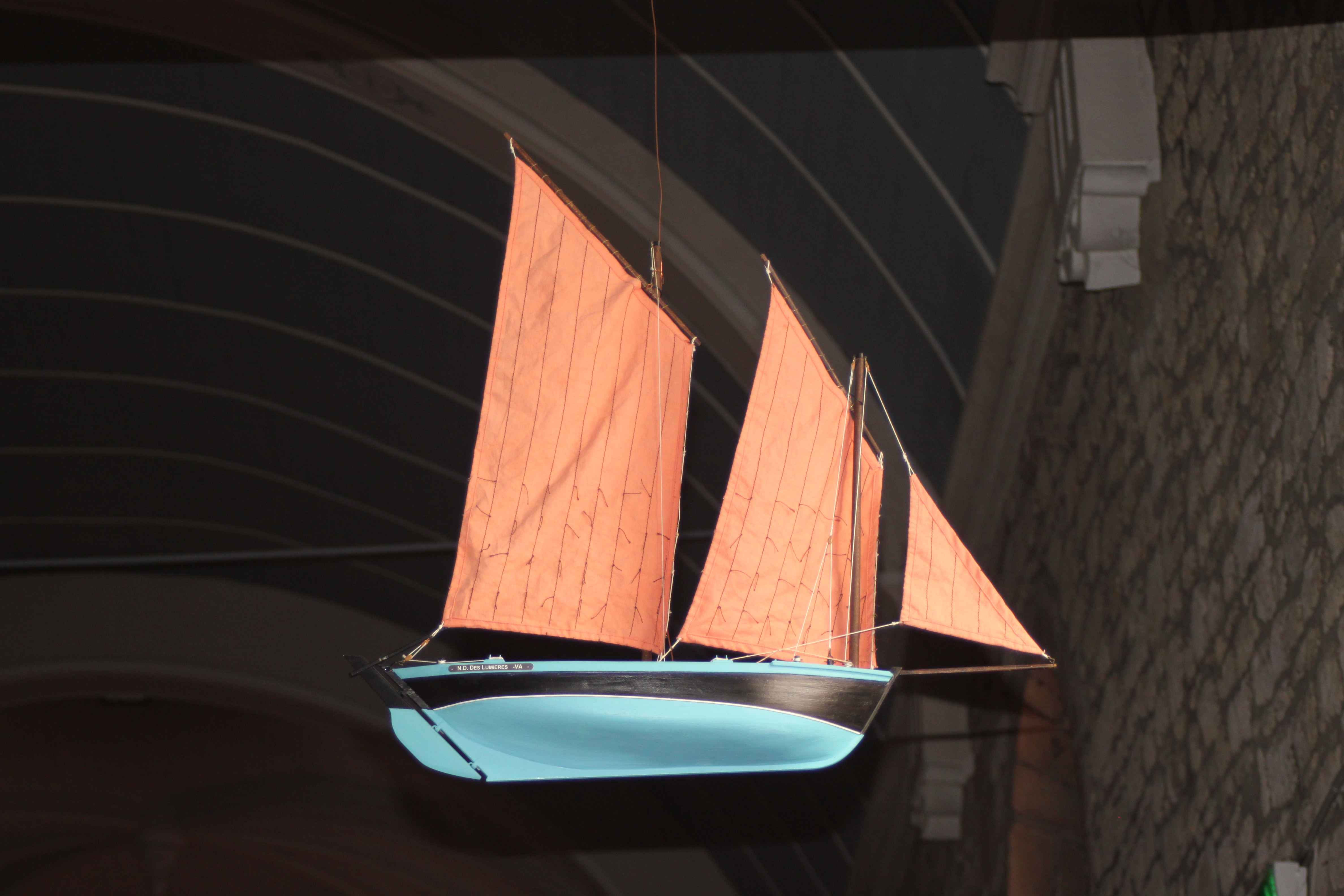
Ex-voto.
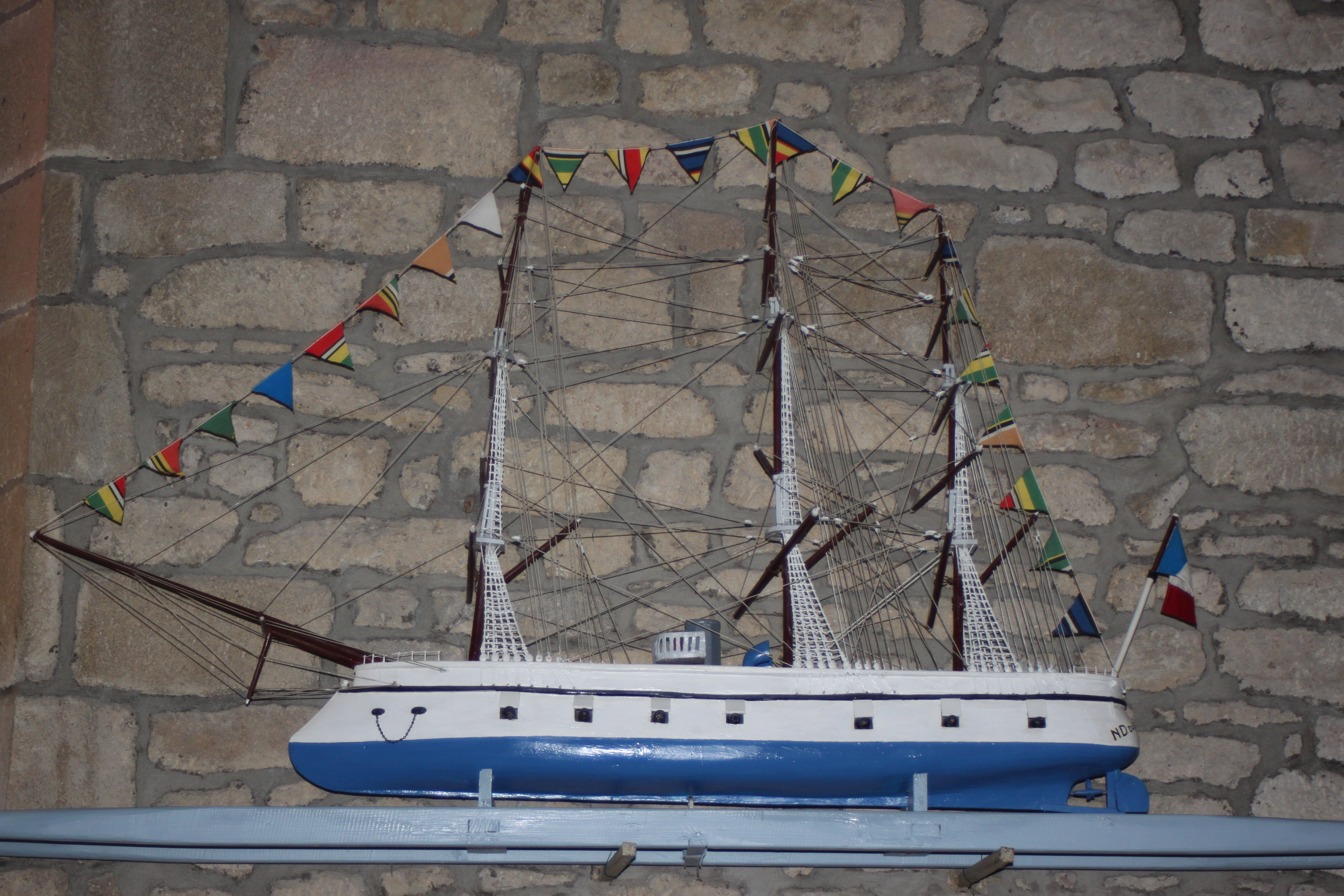
Ex-voto.
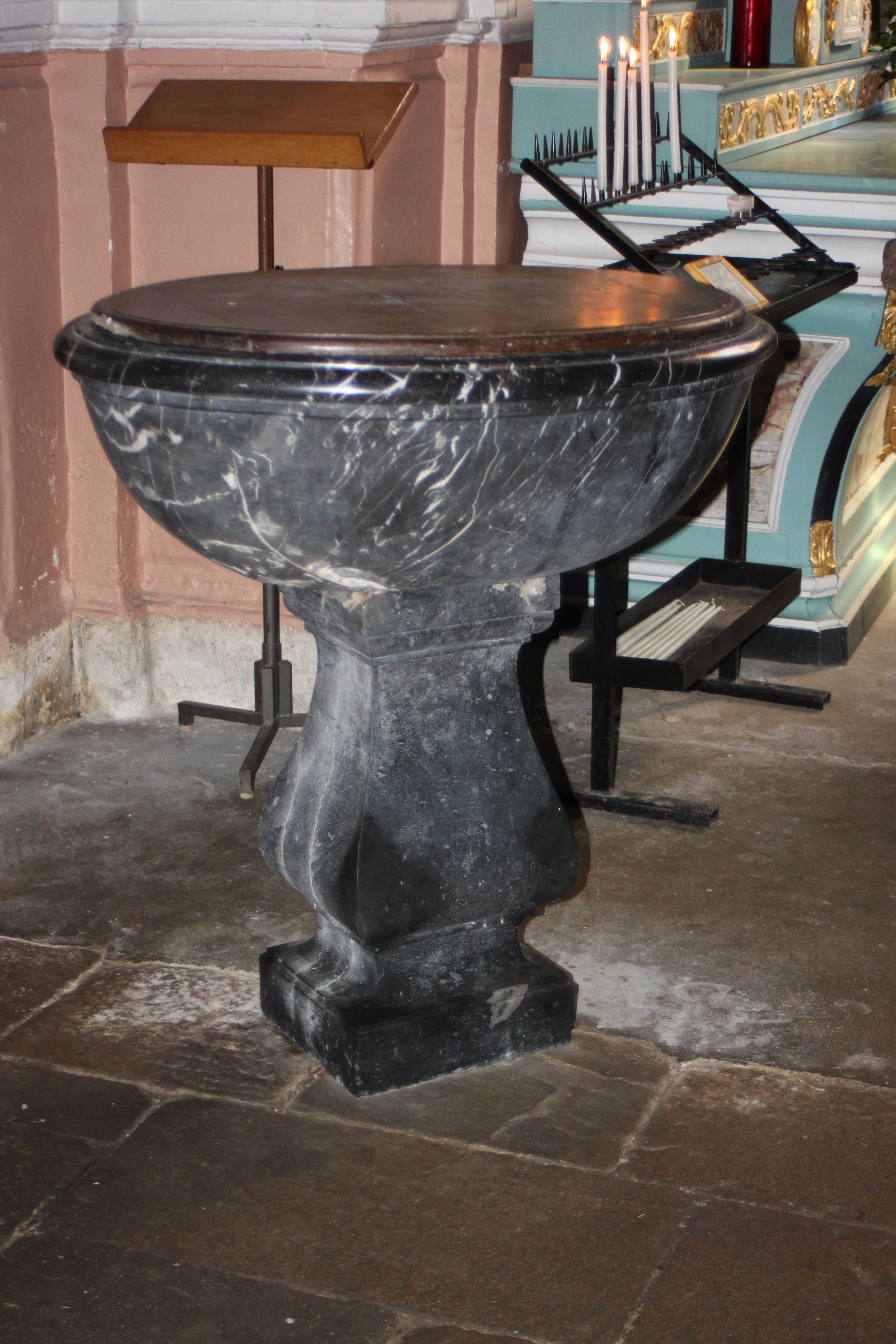
Fonts baptismaux.
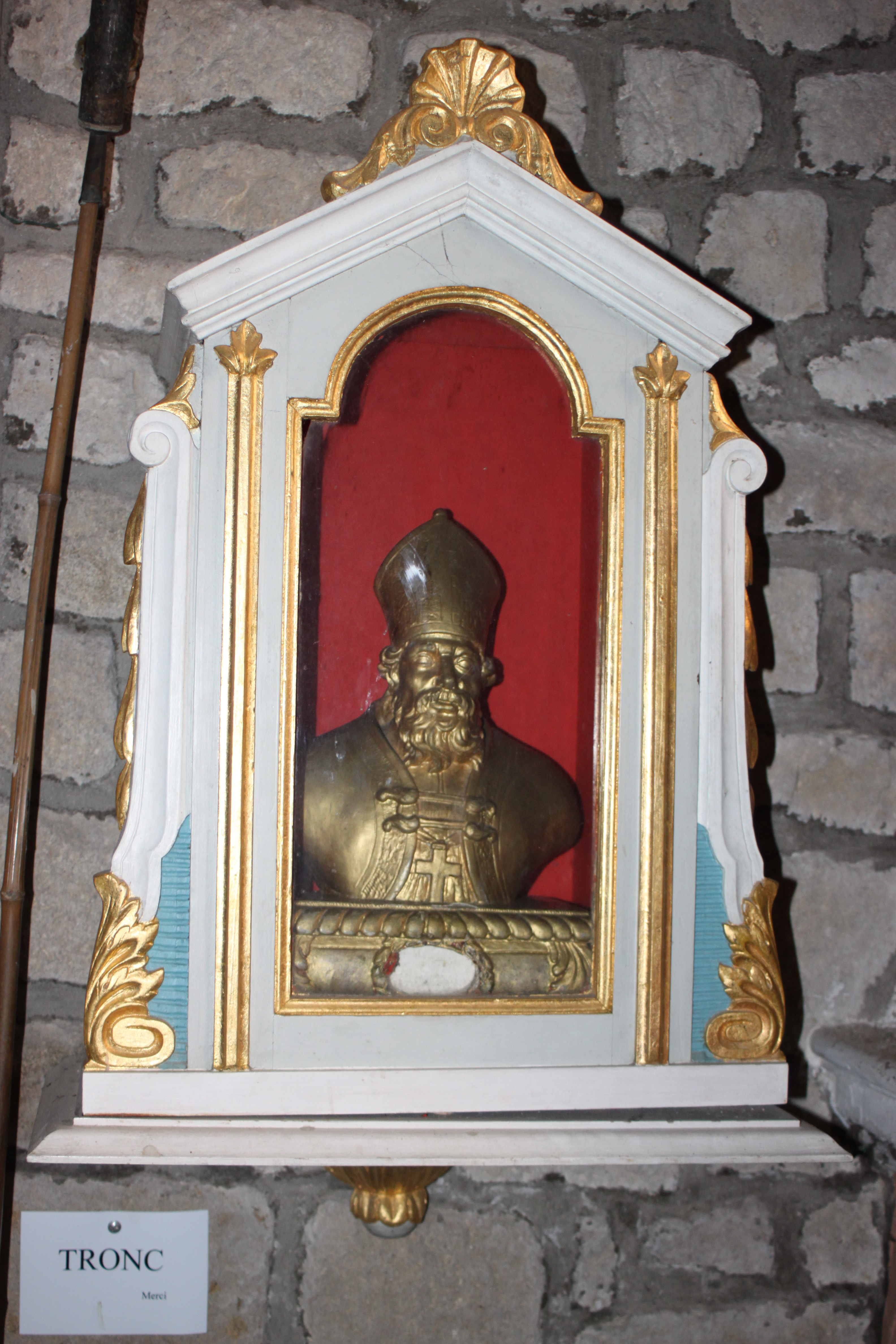
Reliquaire.
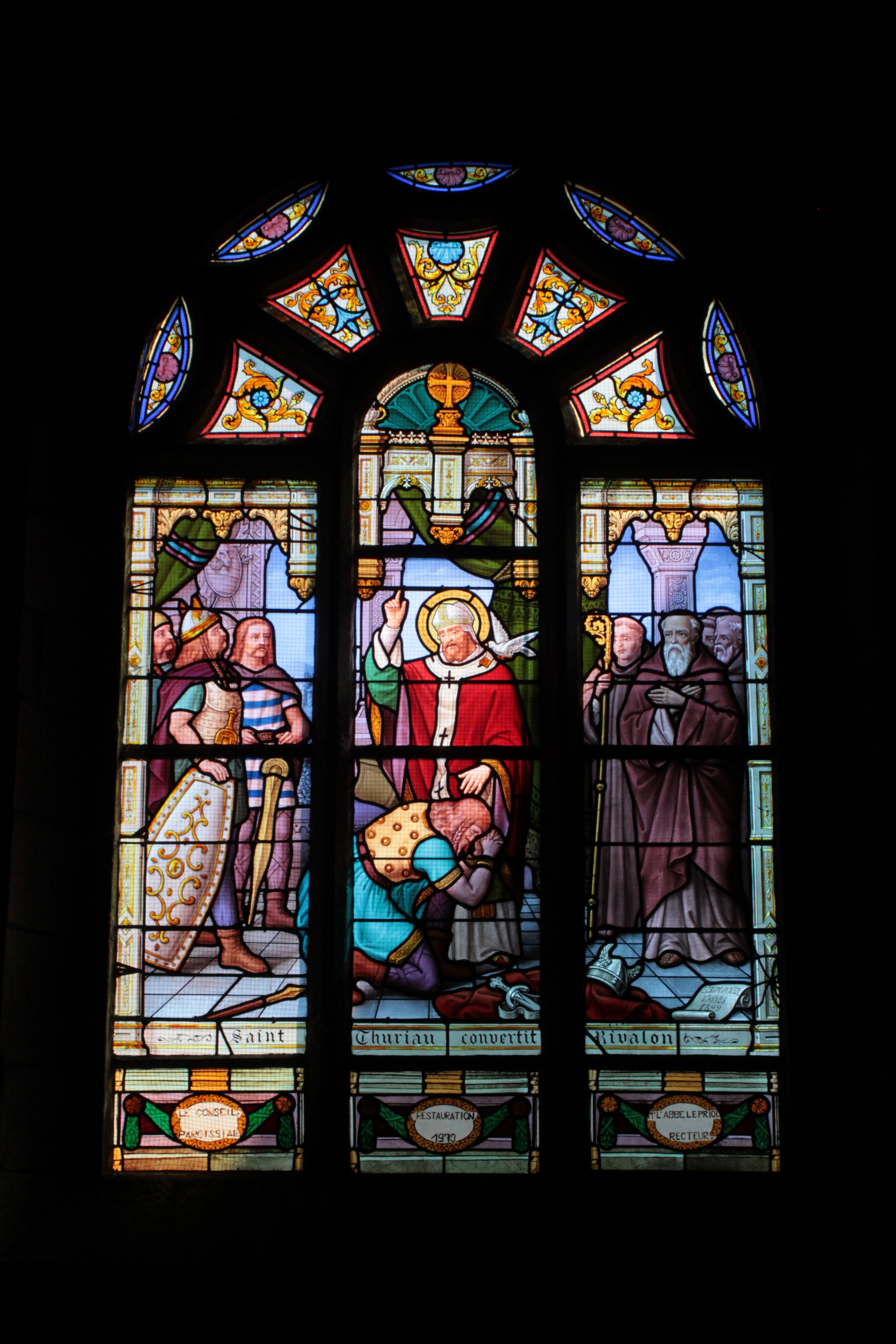
Saint- Thuriau convertissant Saint Rivalon.
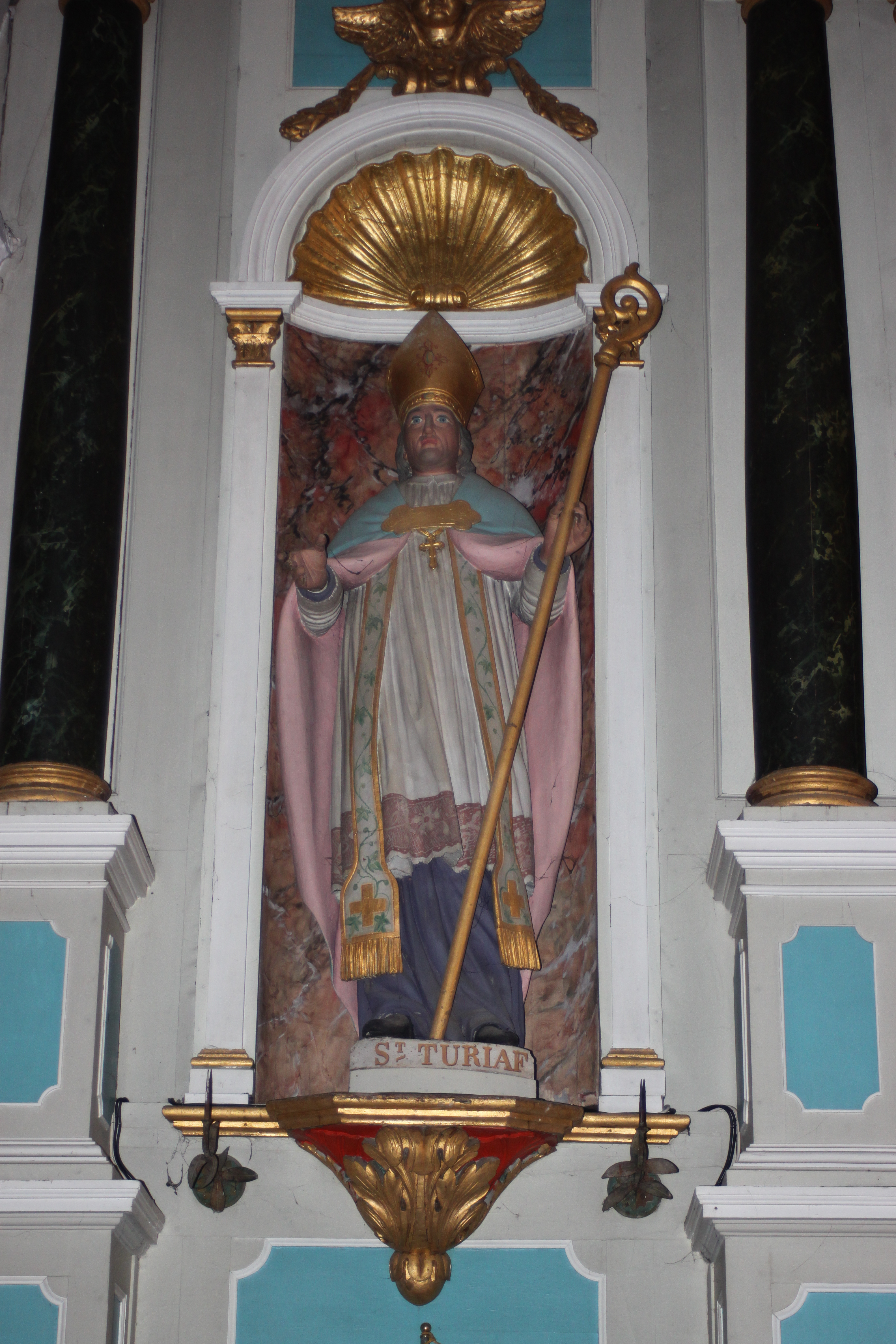
Saint Thuriau.
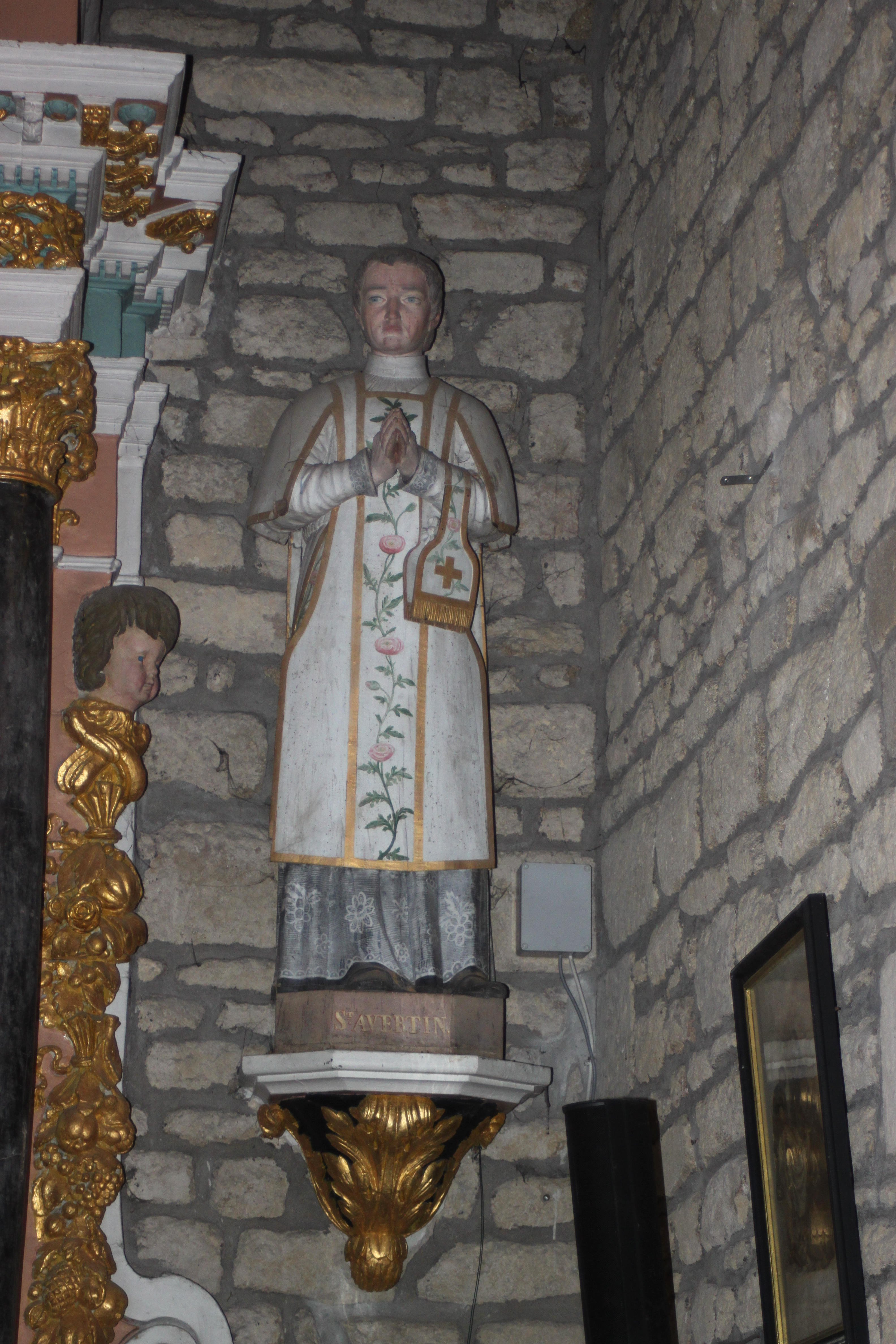
Saint Avertin.
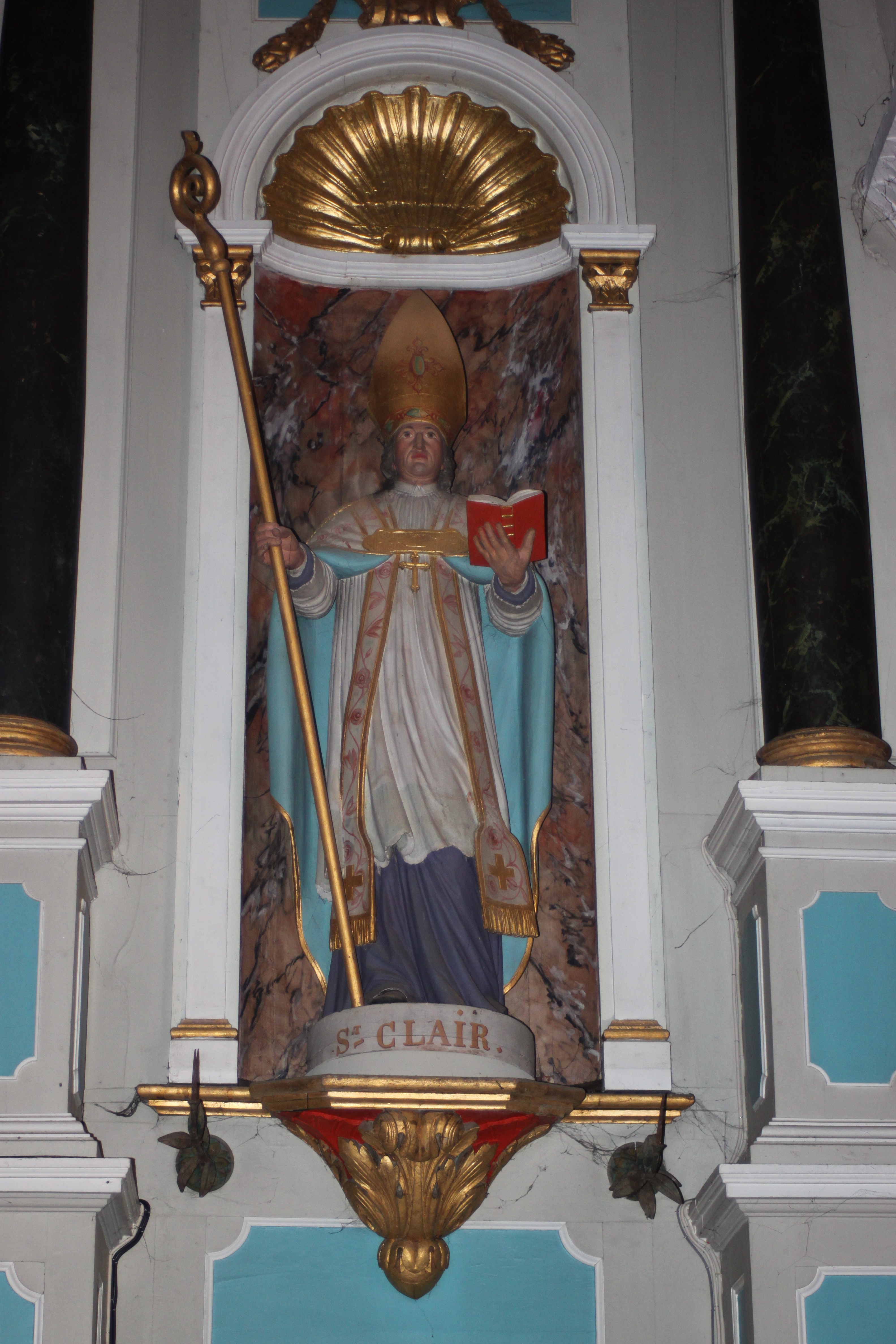
Saint Clair.
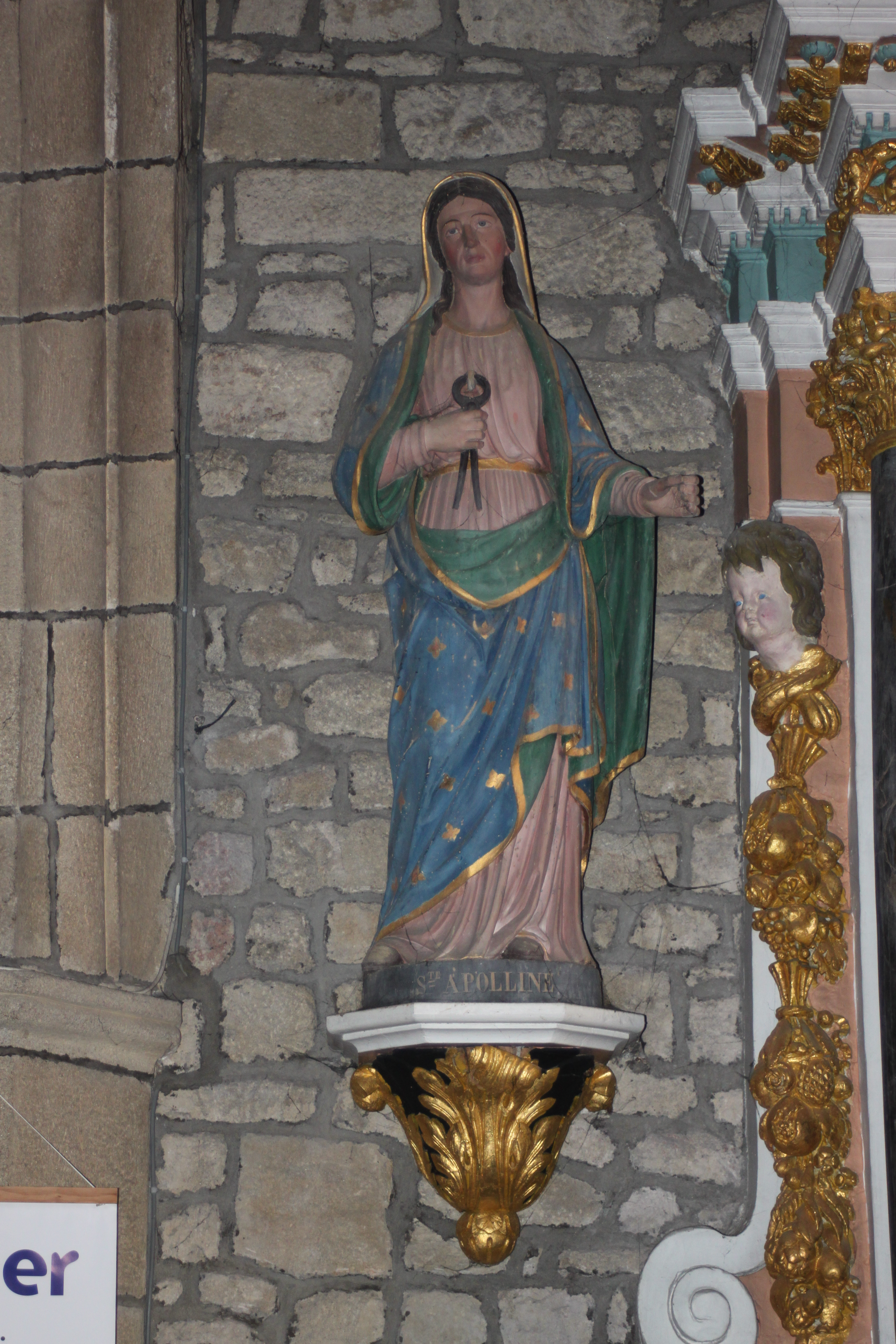
Sainte Apolline.
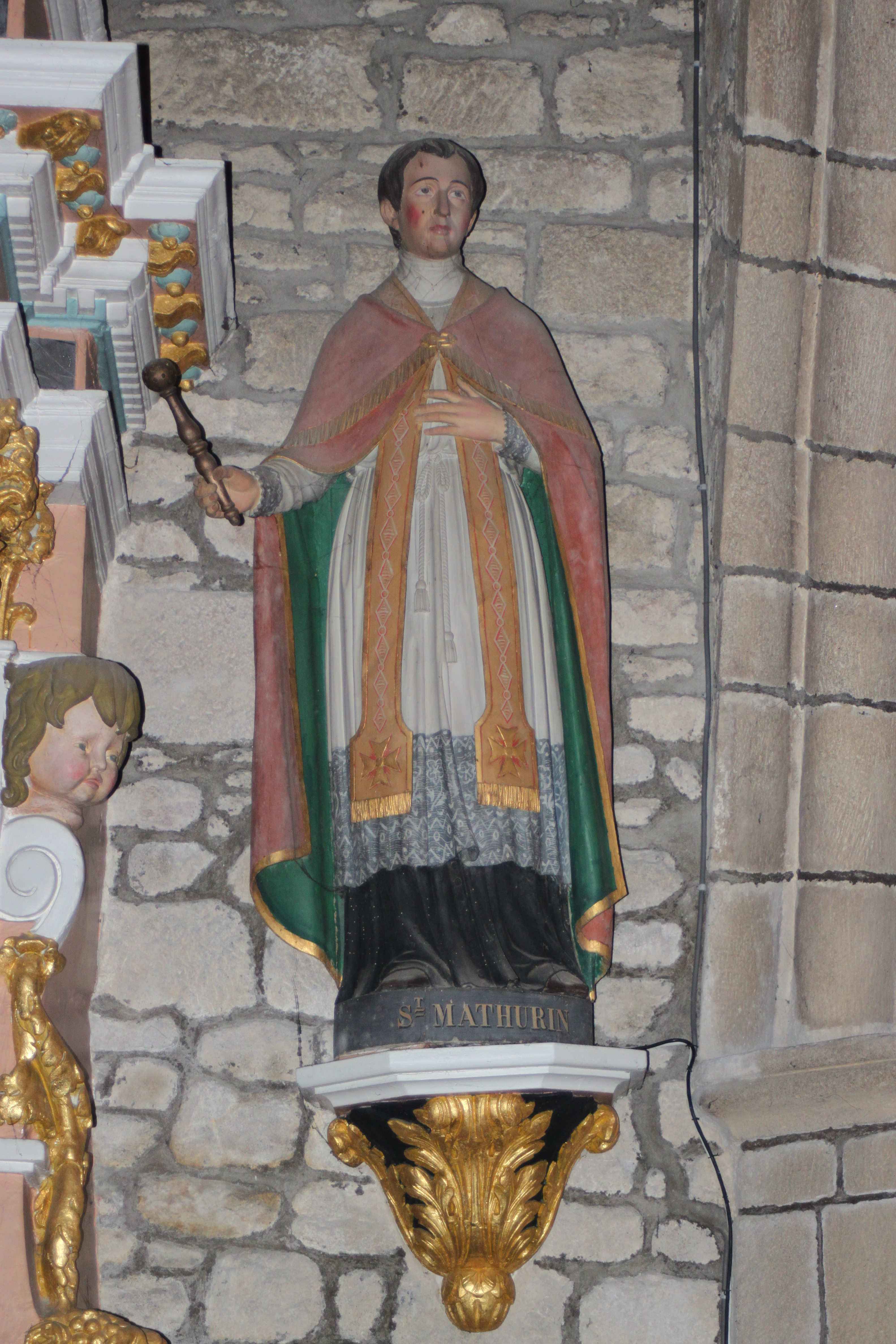
Saint Mathurin.
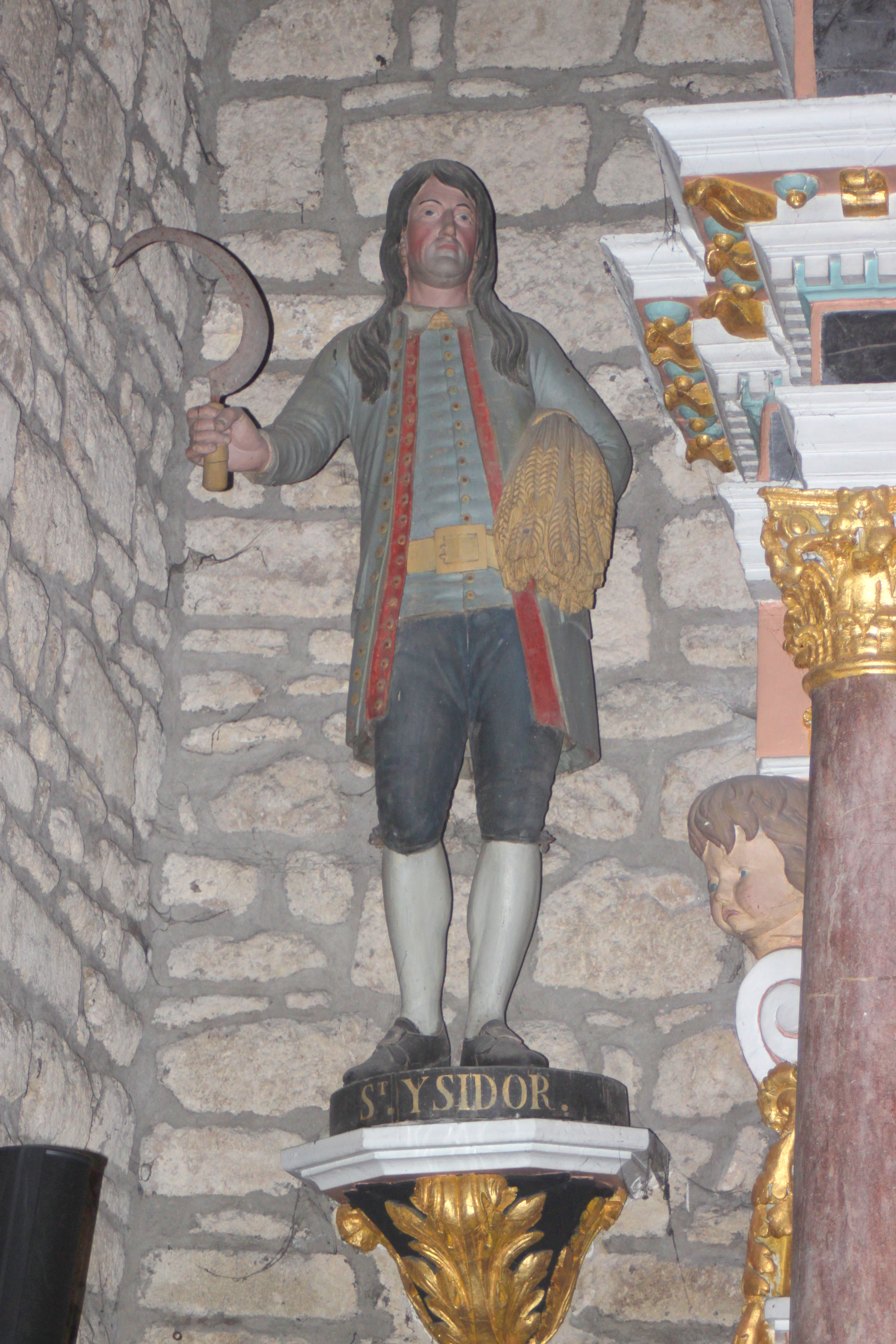
Saint Ysidor.
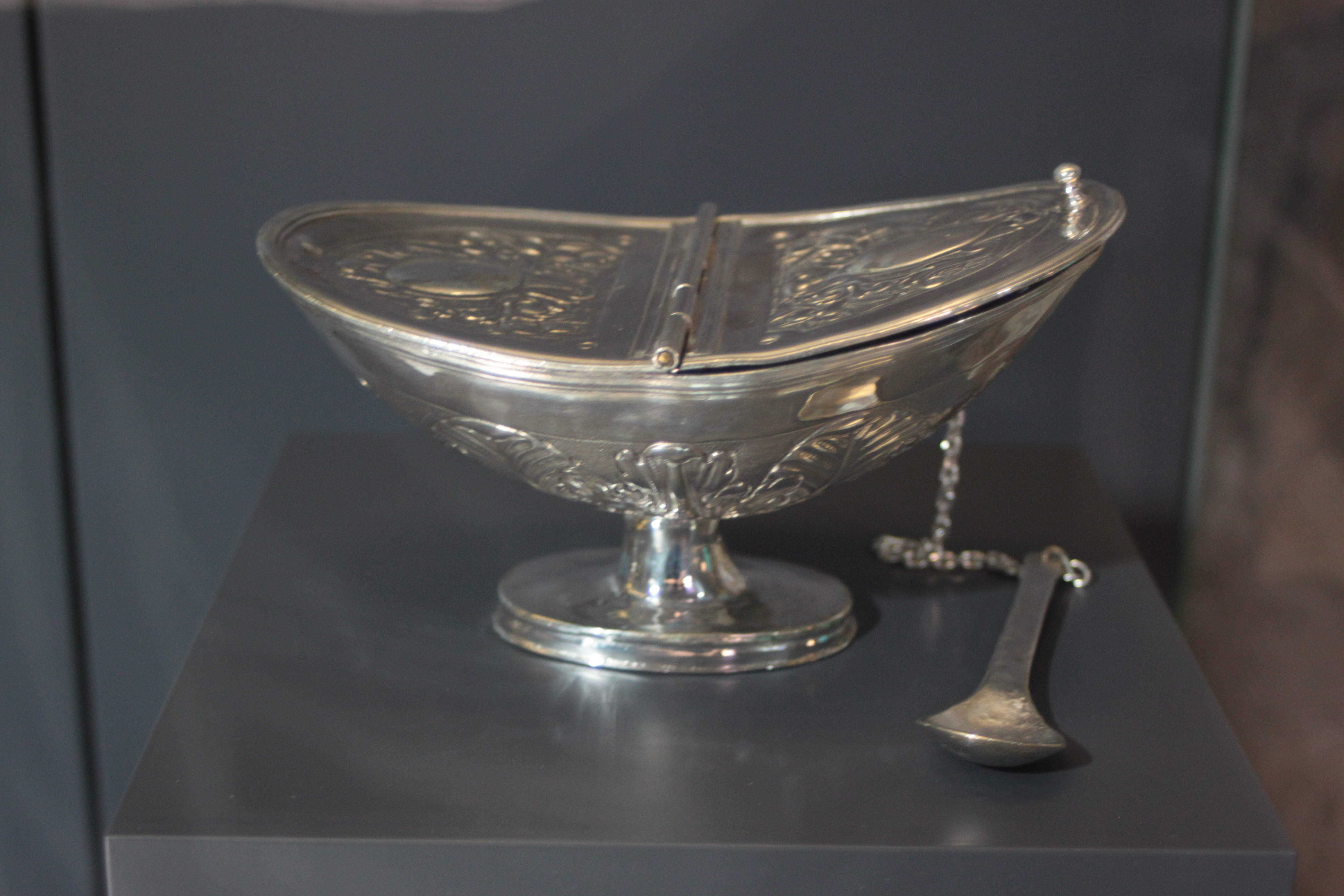
Trésor : navette (1734).
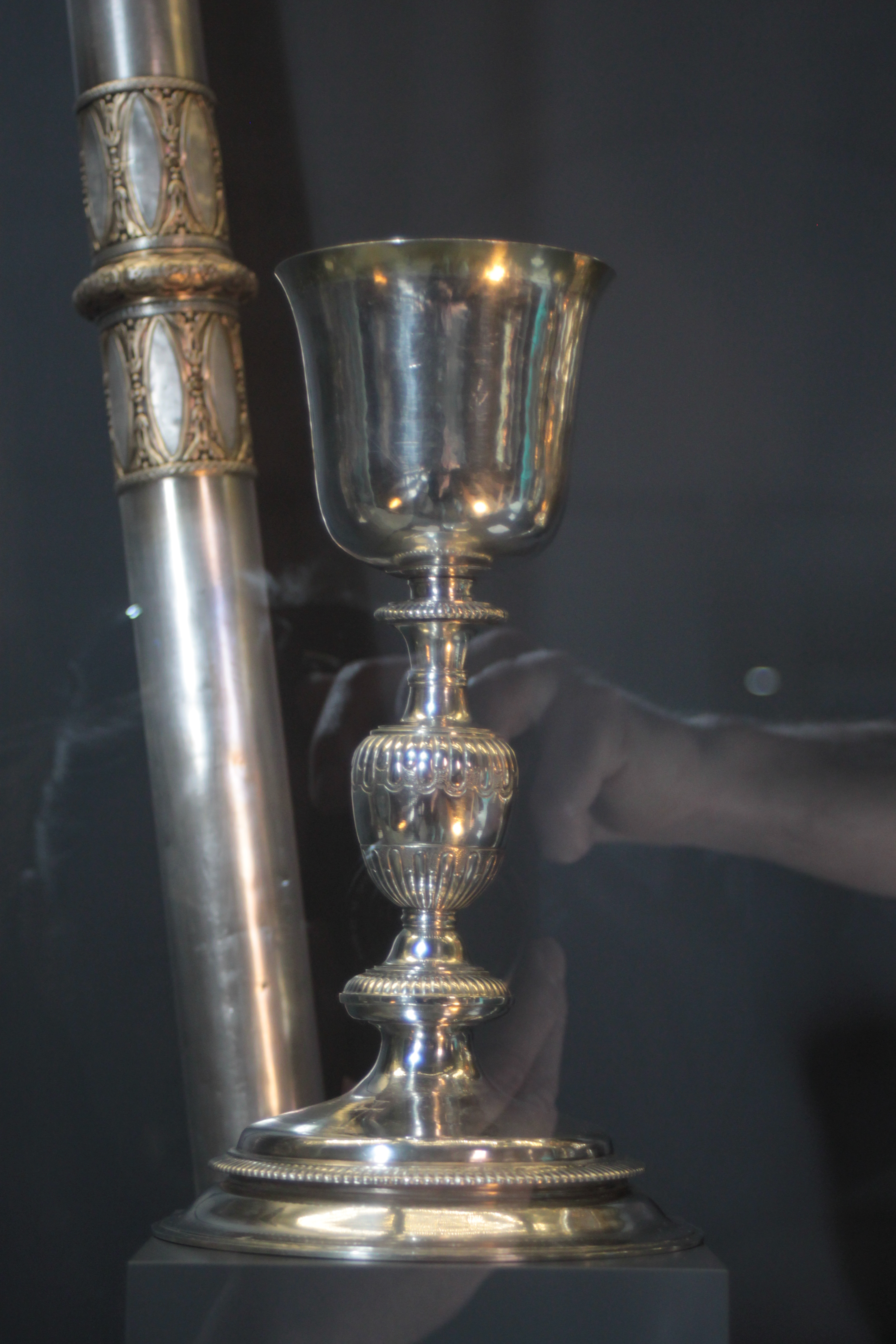
Trésor : calice.
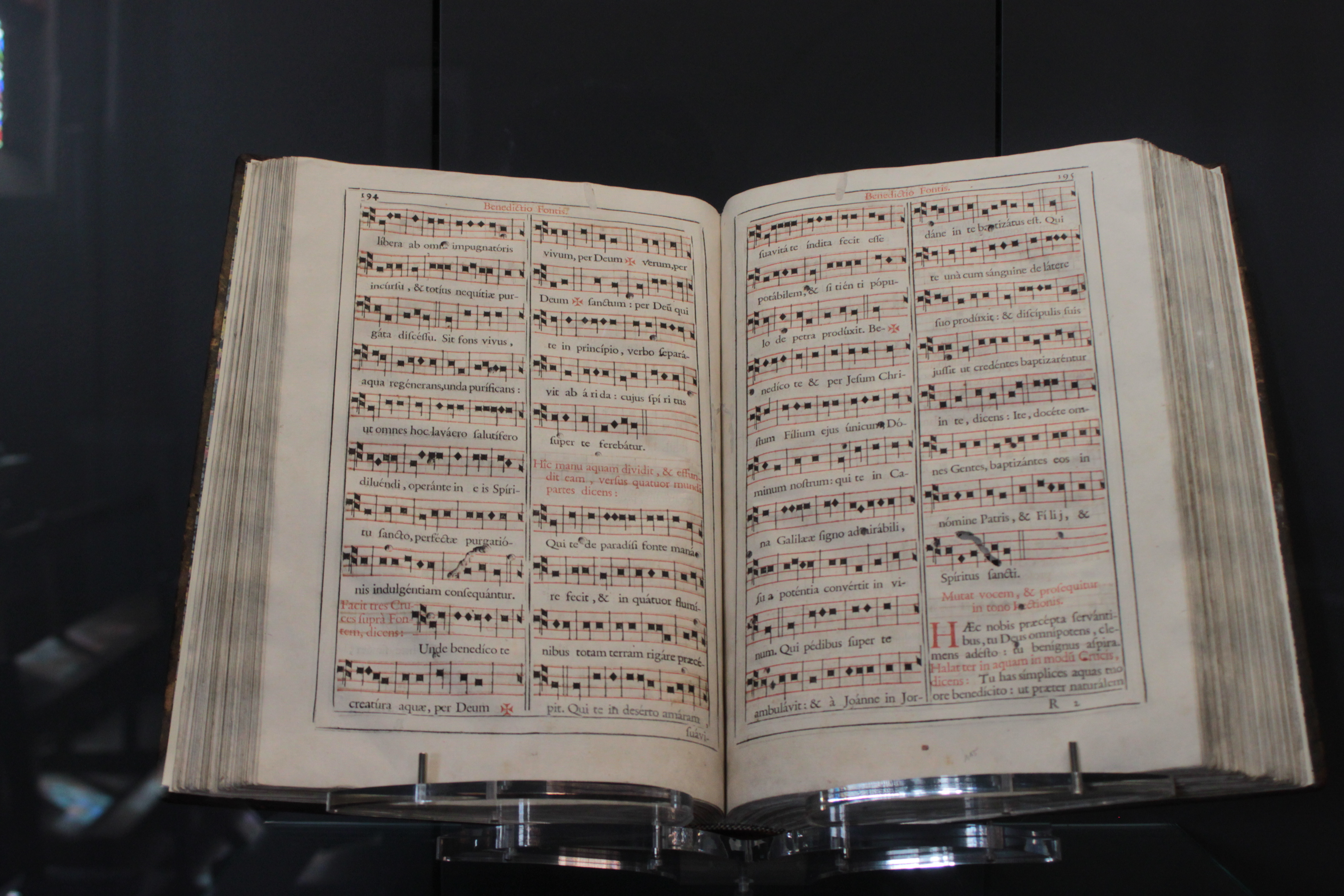
Trésor : missel d'autel (1735).
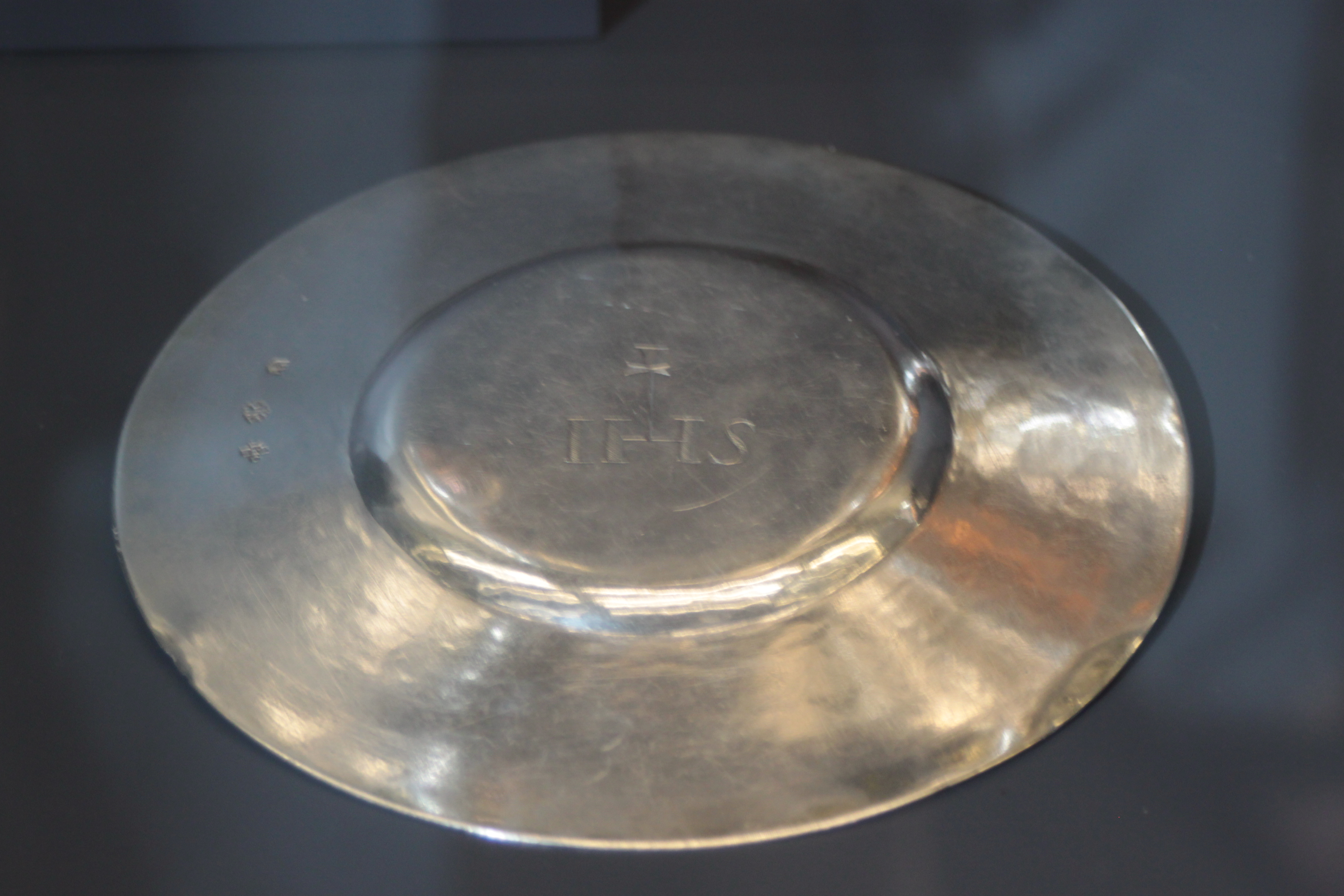
Trésor : patène.
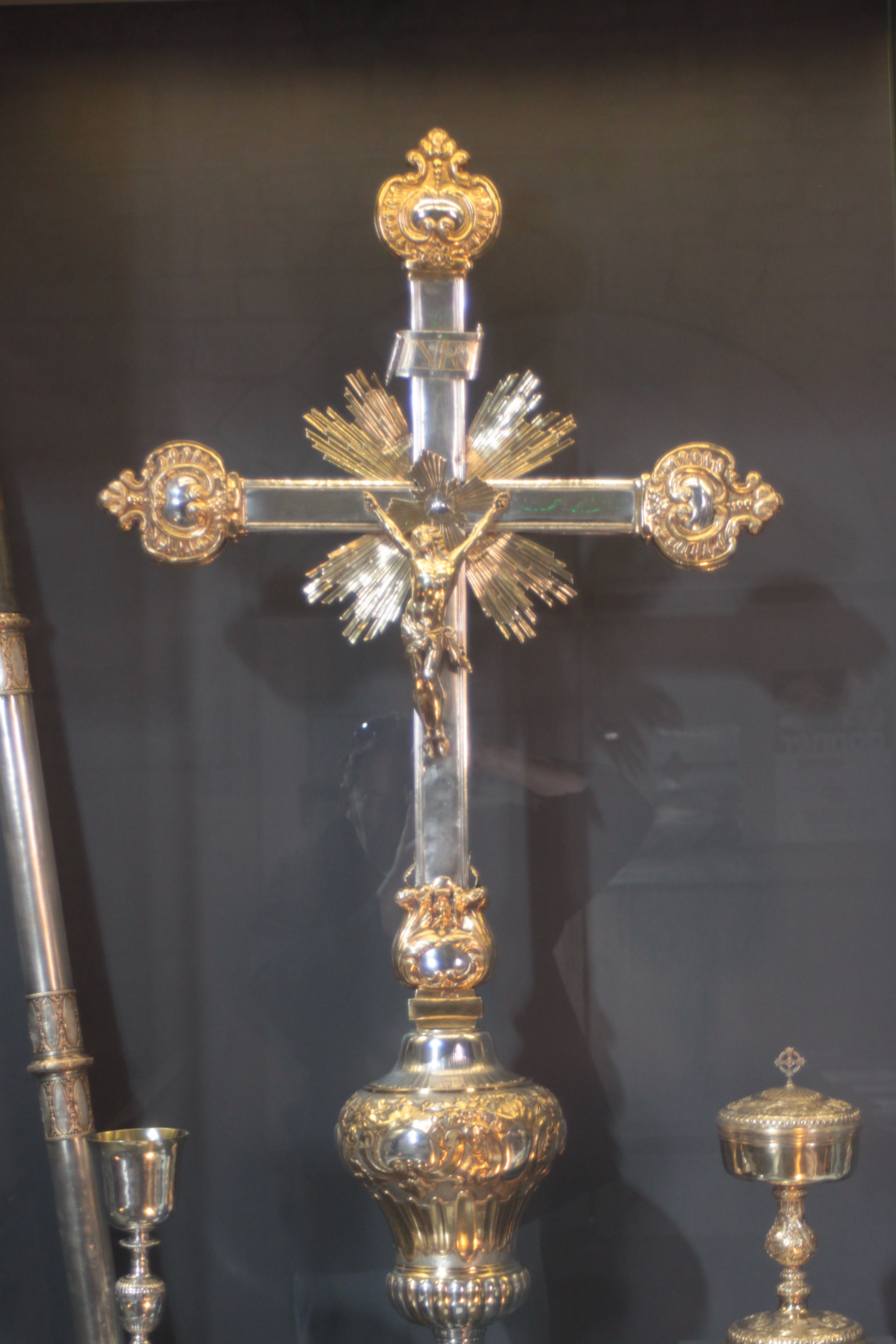
Trésor : croix de procession.
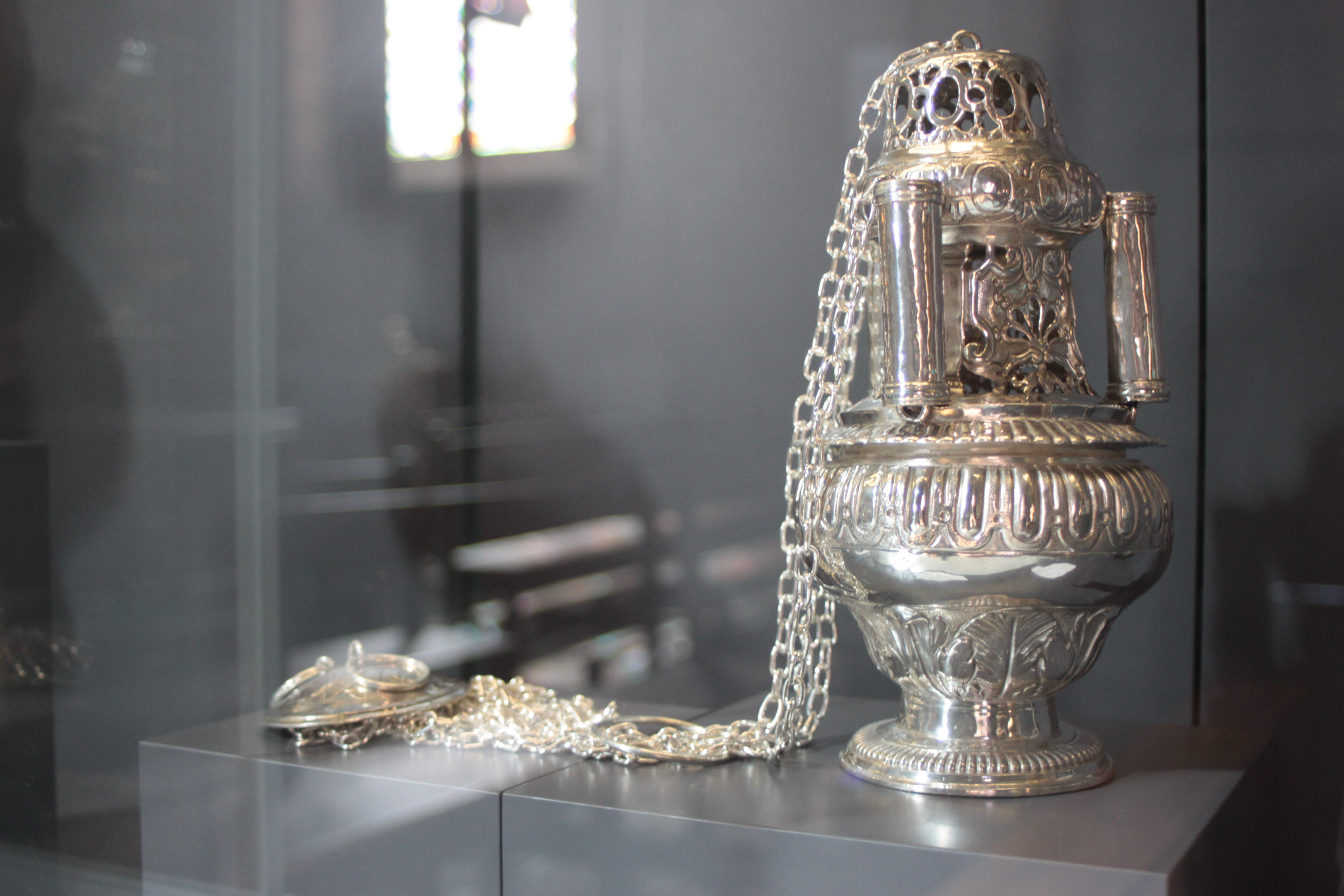
Trésor : encensoir (1734).
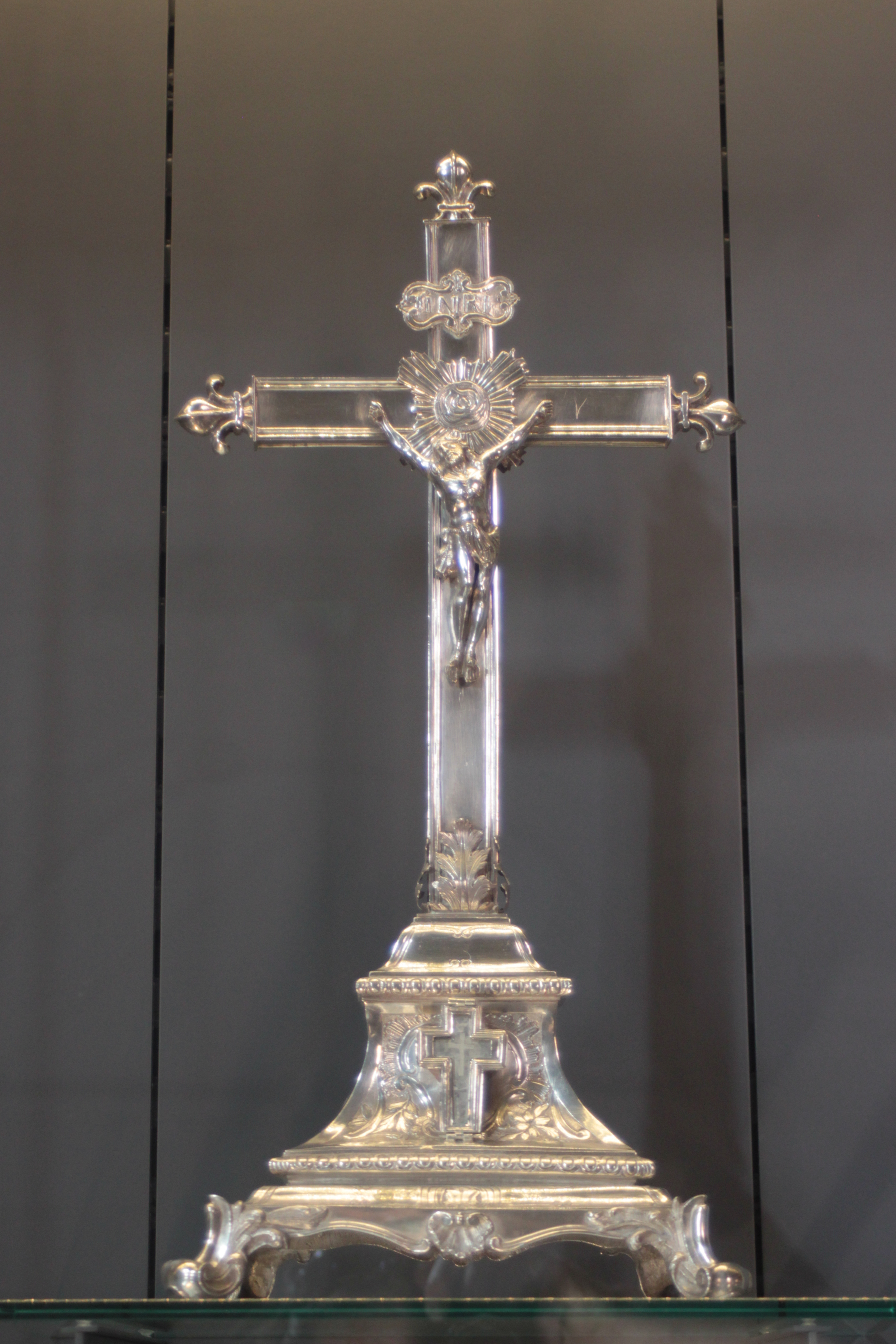
Trésor : croix reliquaire (1770).

#### Les vestiges de la chapelle Saint-Yves
Dans l’ancien enclos du cimetière existait une chapelle dédiée à saint Yves, où l’on chantait la messe le 19 mai, fête du saint, au lendemain de la Révolution. Elle reçut une nouvelle cloche en 1867, des reliques de saint Louis et sainte Hélène en 1875. Elle servait alors de chapelle à la Congrégation. L’entretien y fut assuré jusqu’en 1933, mais elle n’était plus utilisée que pour le catéchisme. Les réparations y étaient trop importantes et elle  fut détruite en 1960. Les pierres de sa démolition ont été utilisées pour l’édification du pignon situé à l’angle sud-ouest de l’enclos de l’église, et on retrouve le cintre mouluré en cavet d’une fenêtre dans l’ouverture. Entre la porte et le clocheton carré, une petite niche contient une statue en granit de Saint-Yves. À gauche  de l’ouverture un bénitier circulaire a été encastré dans la maçonnerie.
La voûte de la nef abrite une colonie de chauve-souris, des grands murins (30 cm d'envergure) répertoriés par la L.P.O. (Ligue pour la protection des oiseaux). C'est une espèce rare et protégée.

#### La croix du cimetière
La croix du cimetière présente l’intérêt d’avoir un soubassement en tronc de pyramide à table débordante. Il supporte un socle polygonal dans lequel s’enfonce le fût également polygonal. La partie supérieure dessine un petit panneau sculpté vers l’est du Christ en croix avec à ses côtés la Vierge et saint Jean, et au revers du Christ en majesté, entre deux personnages dont un porte couronne. Une petite croix domine l’ensemble.

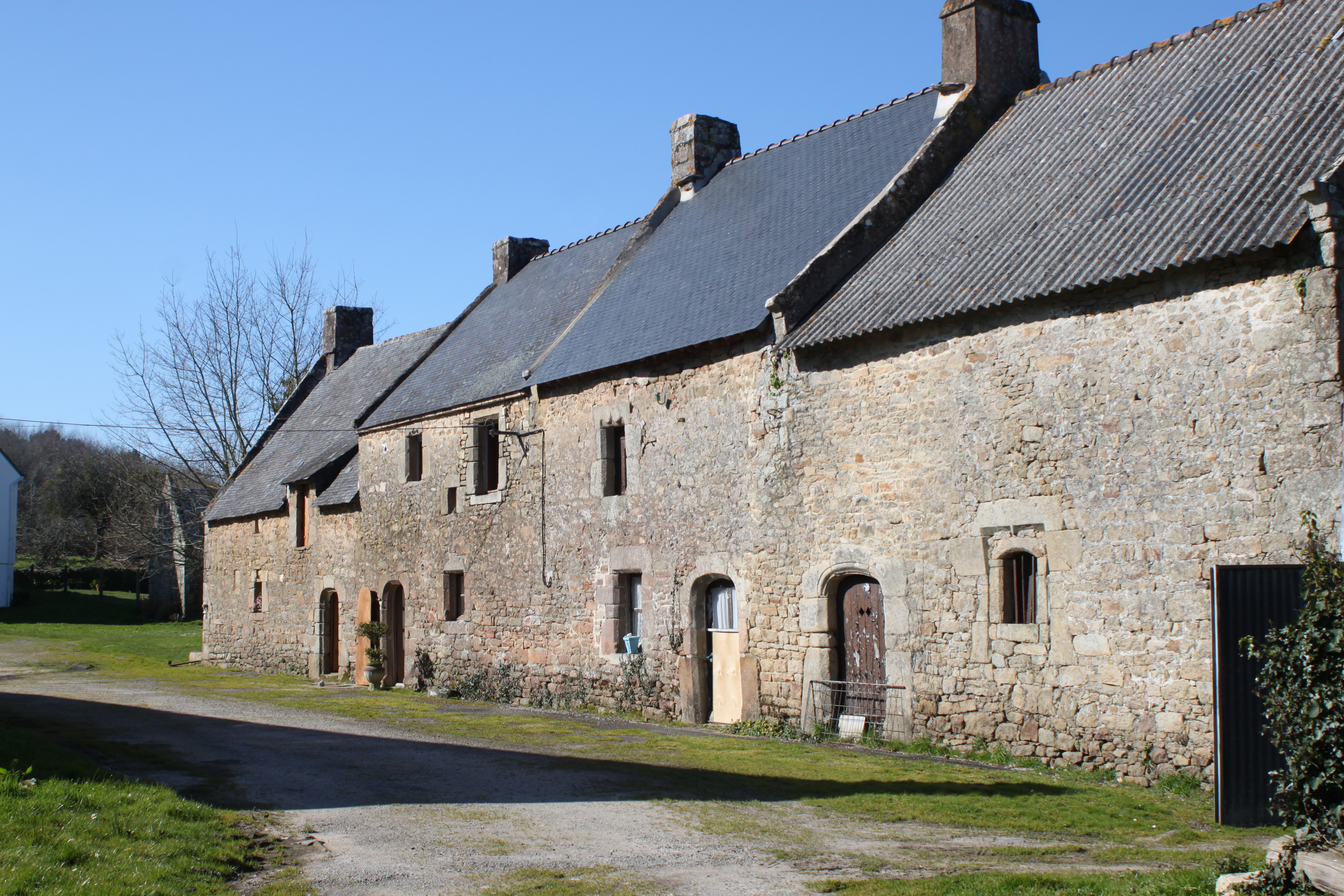
Le village de Lomarec.
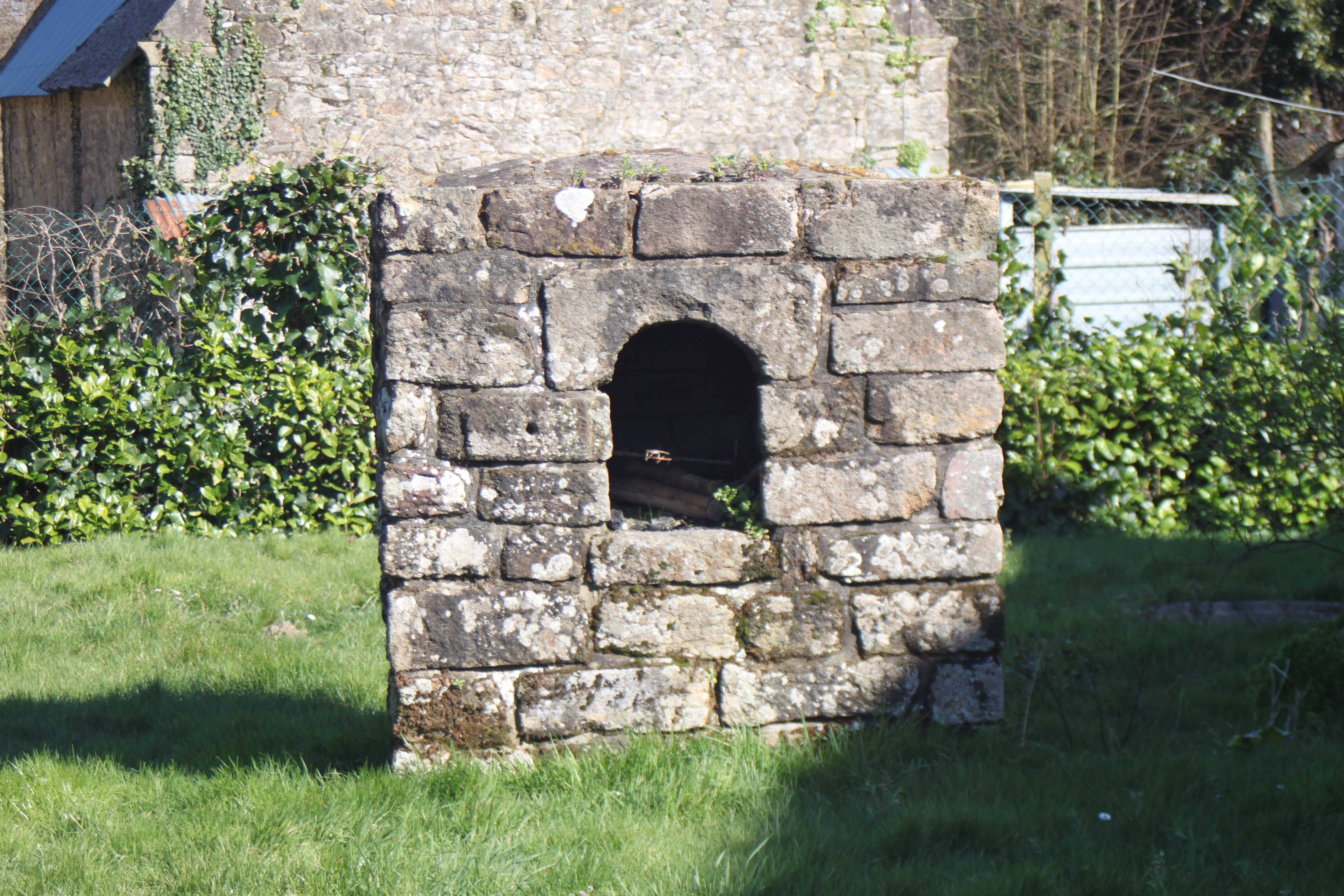
Le four de Lomarec.
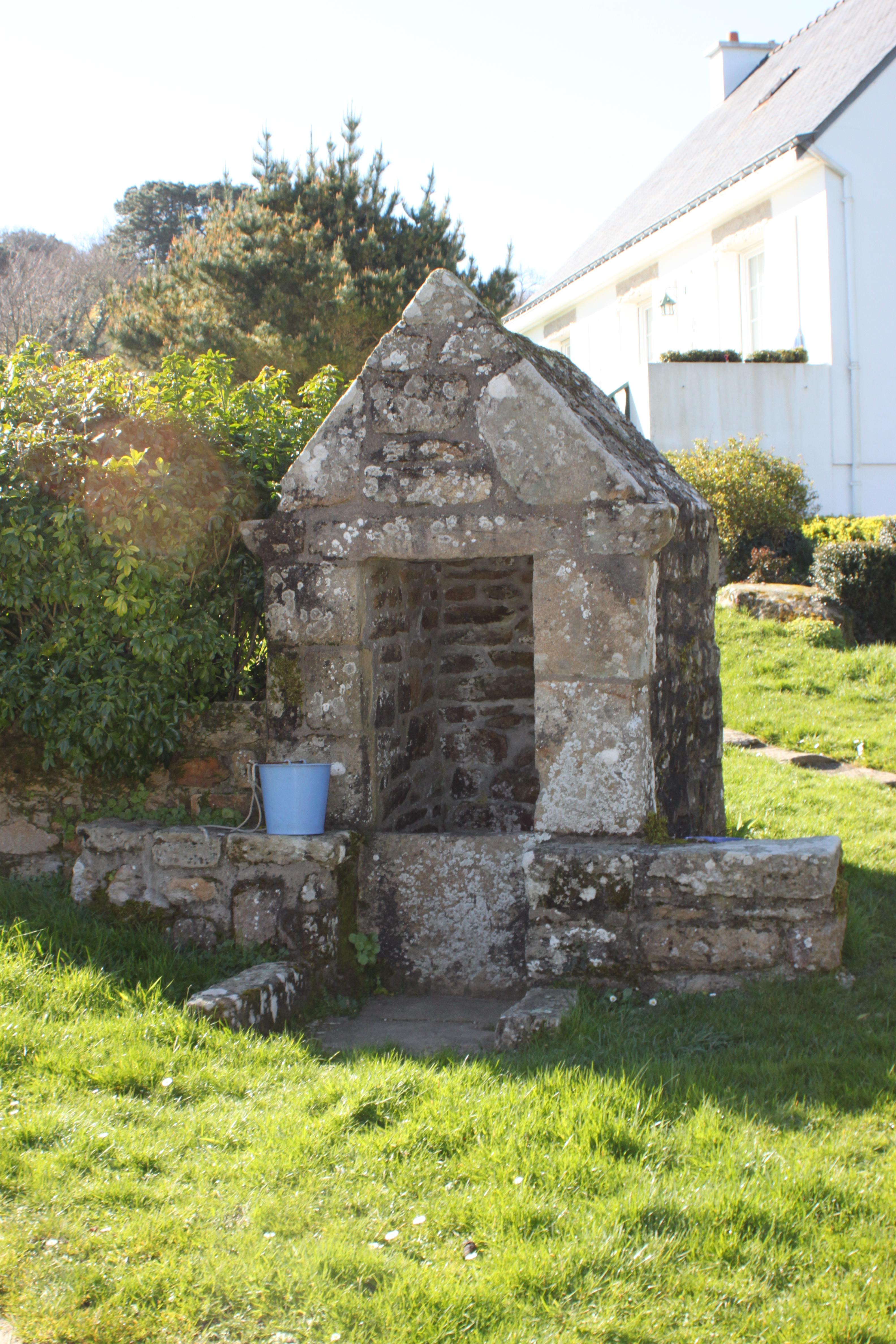
Le puits de Lomarec.
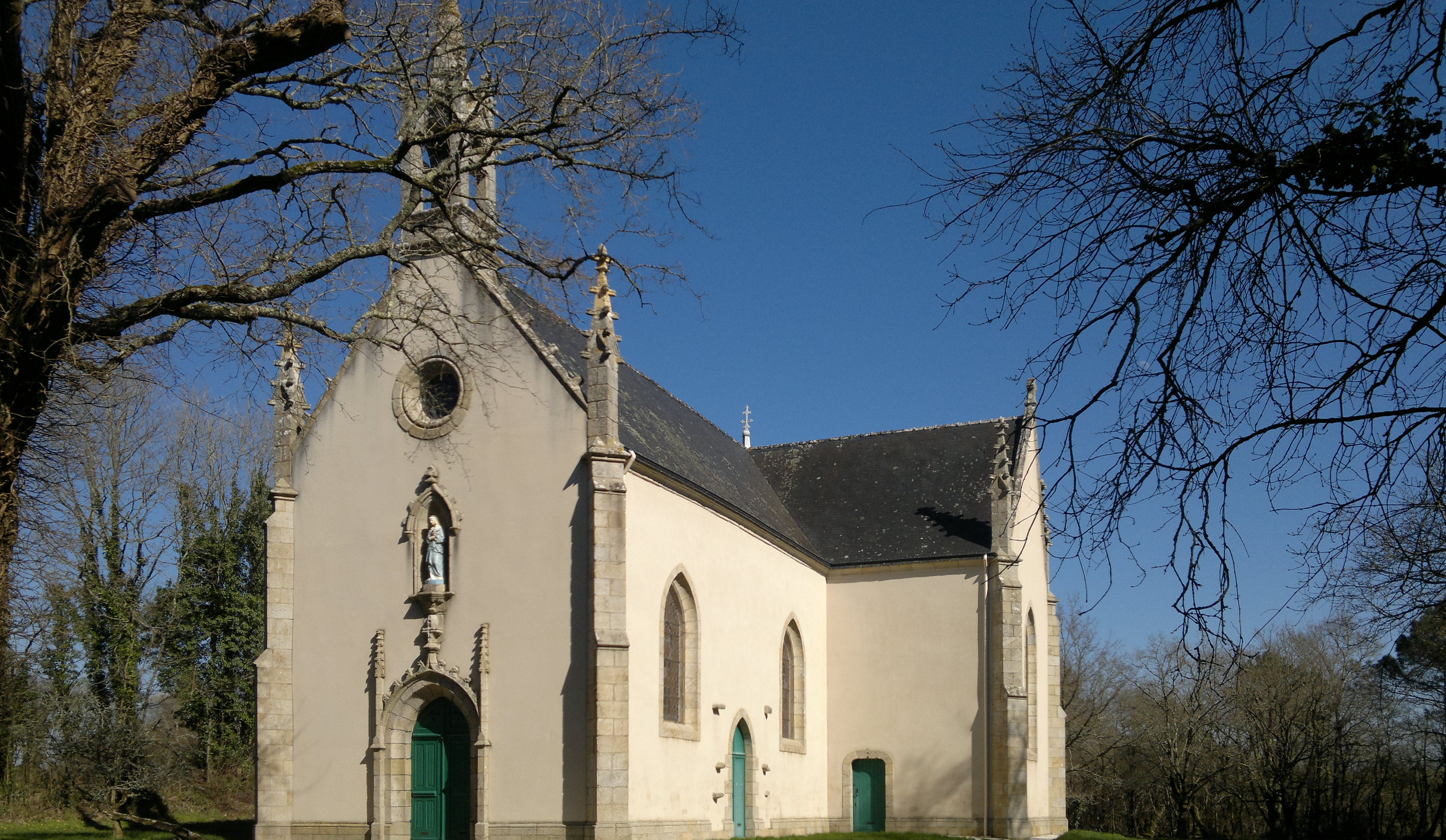
La chapelle de Plas-Kaër (1874).
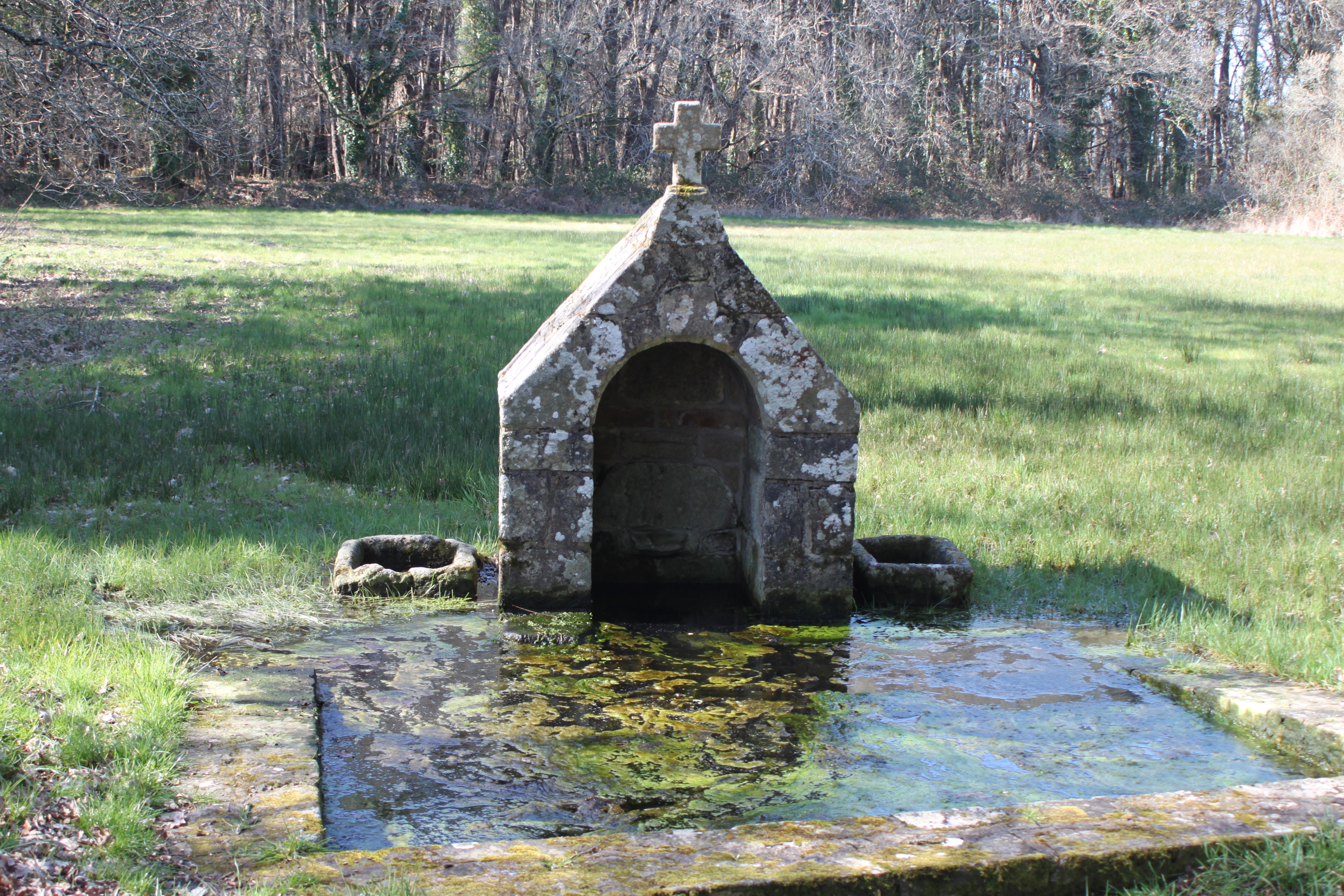
La fontaine de Plas-Kaër.

#### La chapelle et la croix de Saint-Aubin
La chapelle actuelle de Saint-Aubin possède une pierre datée de 1624 mais elle a été restaurée en 1992.
La croix de Saint-Aubin est récente (elle porte un Christ crucifié et date de 1994) ; elle a été créée par l'association "Les Retrouvailles de Saint-Aubin".

#### La chapelle Saint-André de Lomarec
La chapelle Saint-André de Lomarec, qui date de 1606, est surtout connue pour l'inscription qui se trouve sur une paroi du sarcophage mérovingien qui est probablement la sépulture du roi Waroch.

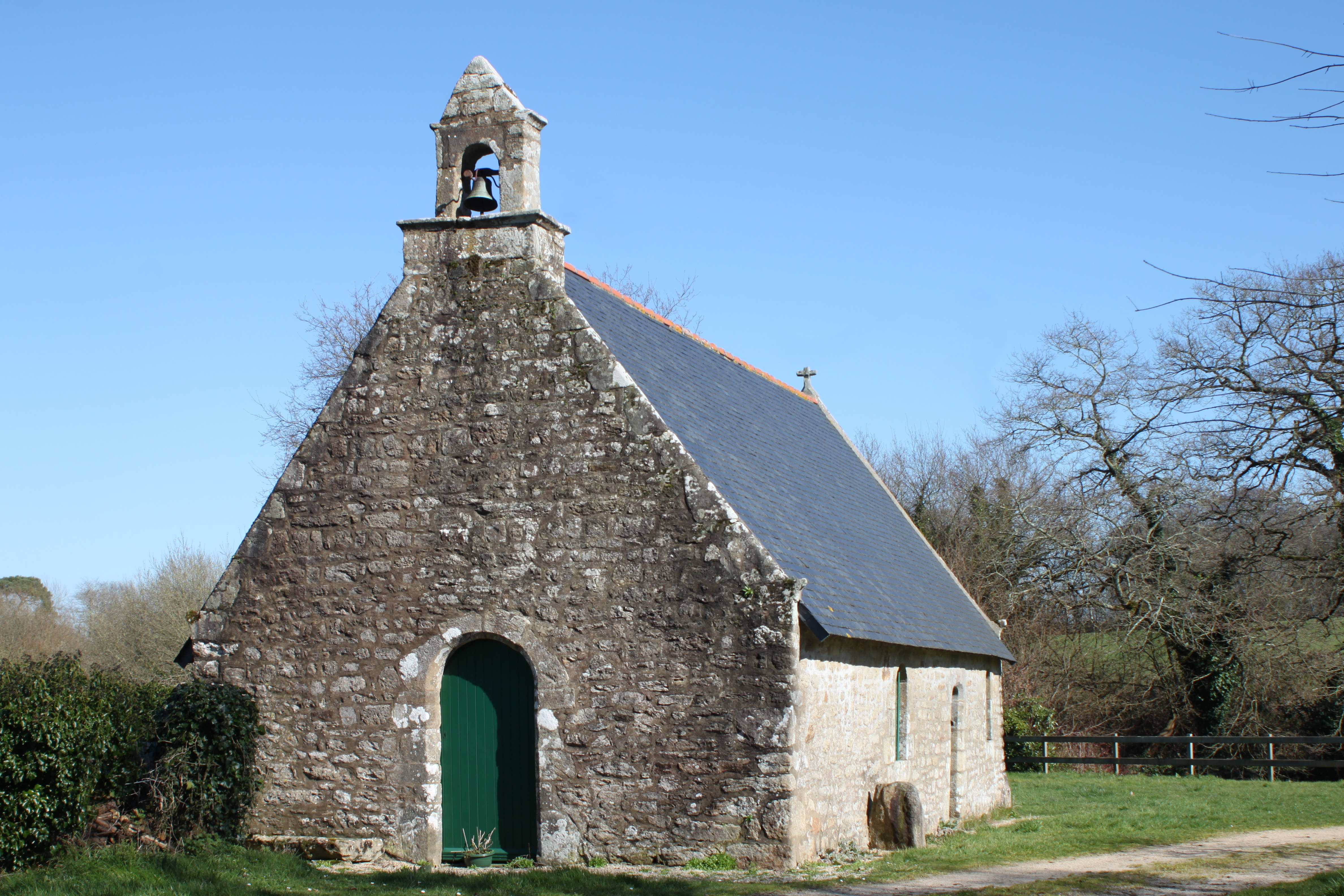
La chapelle Saint-André de Lomarec : vue extérieure d'ensemble.
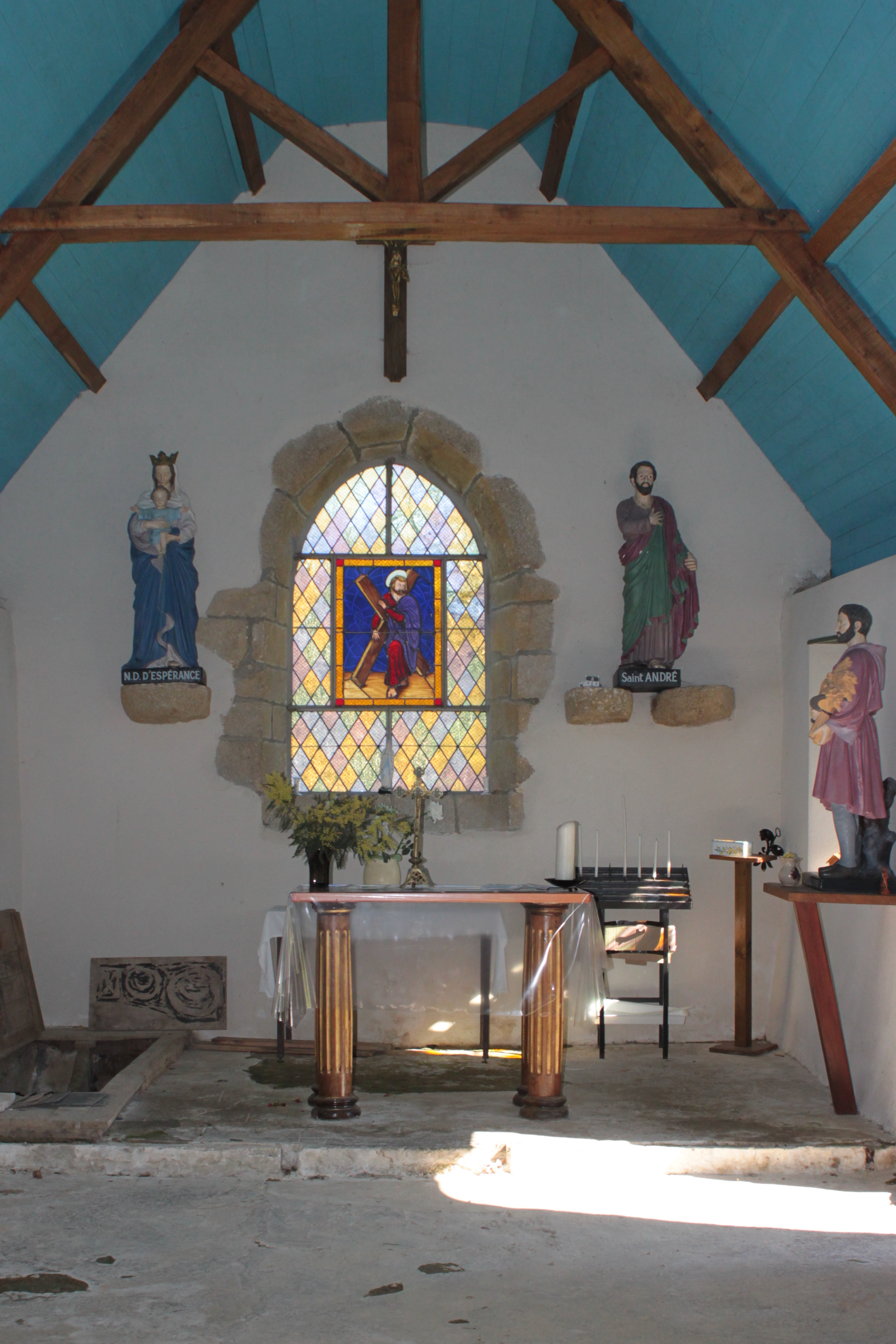
La chapelle Saint-André de Lomarec : vue intérieure.
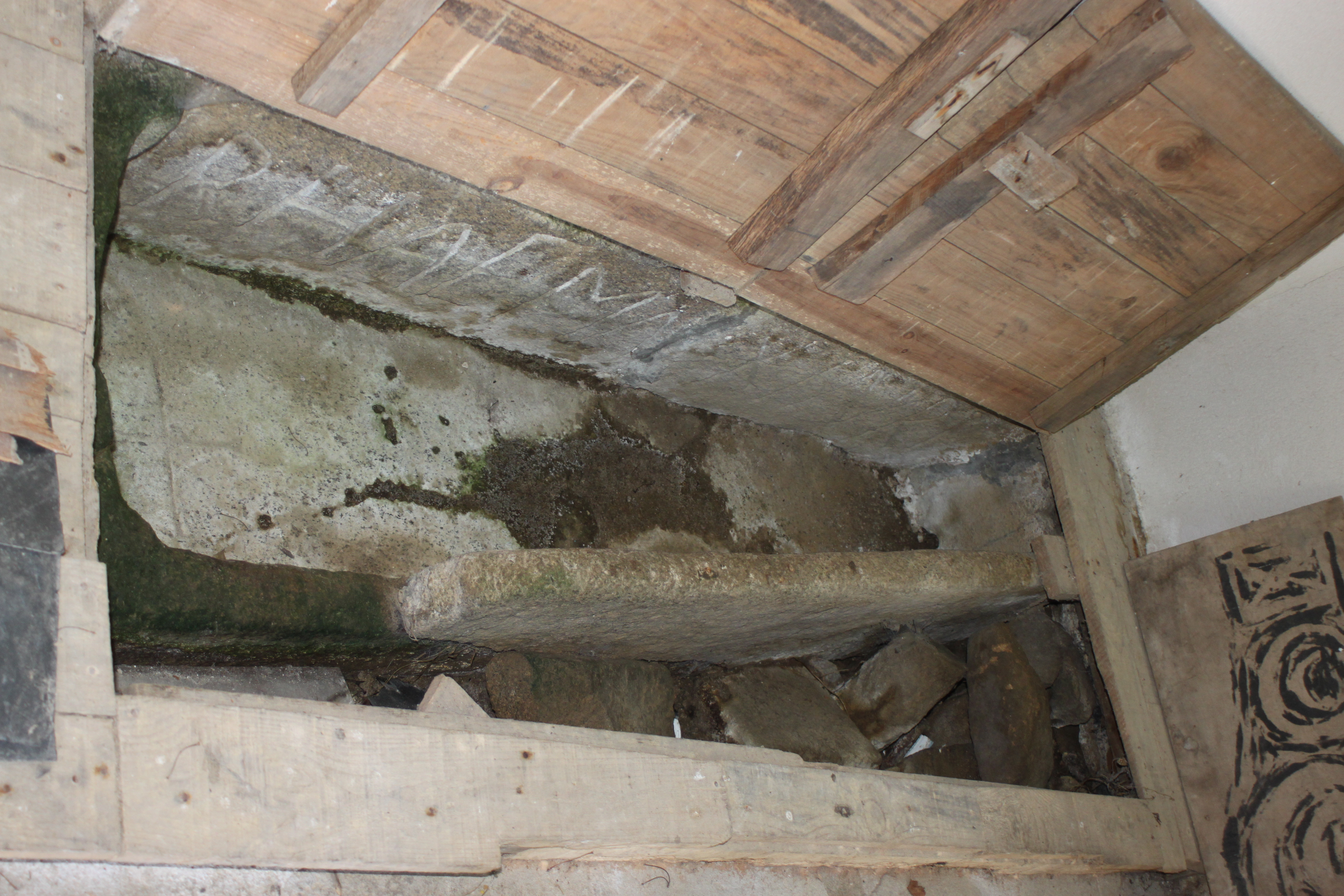
Le sarcophage de Waroch (VIIe siècle).
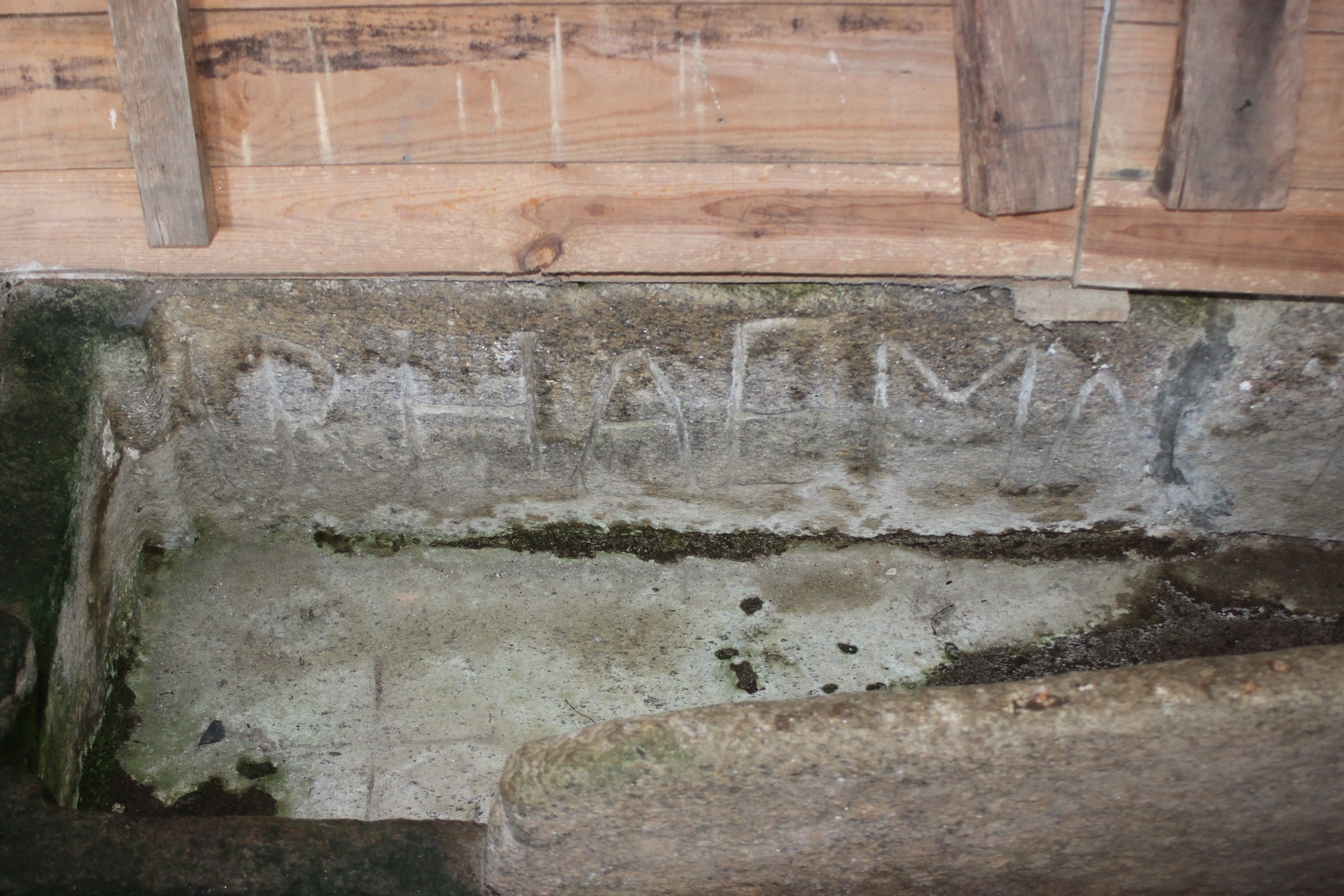
L'inscription de Lomarec.

#### Autres

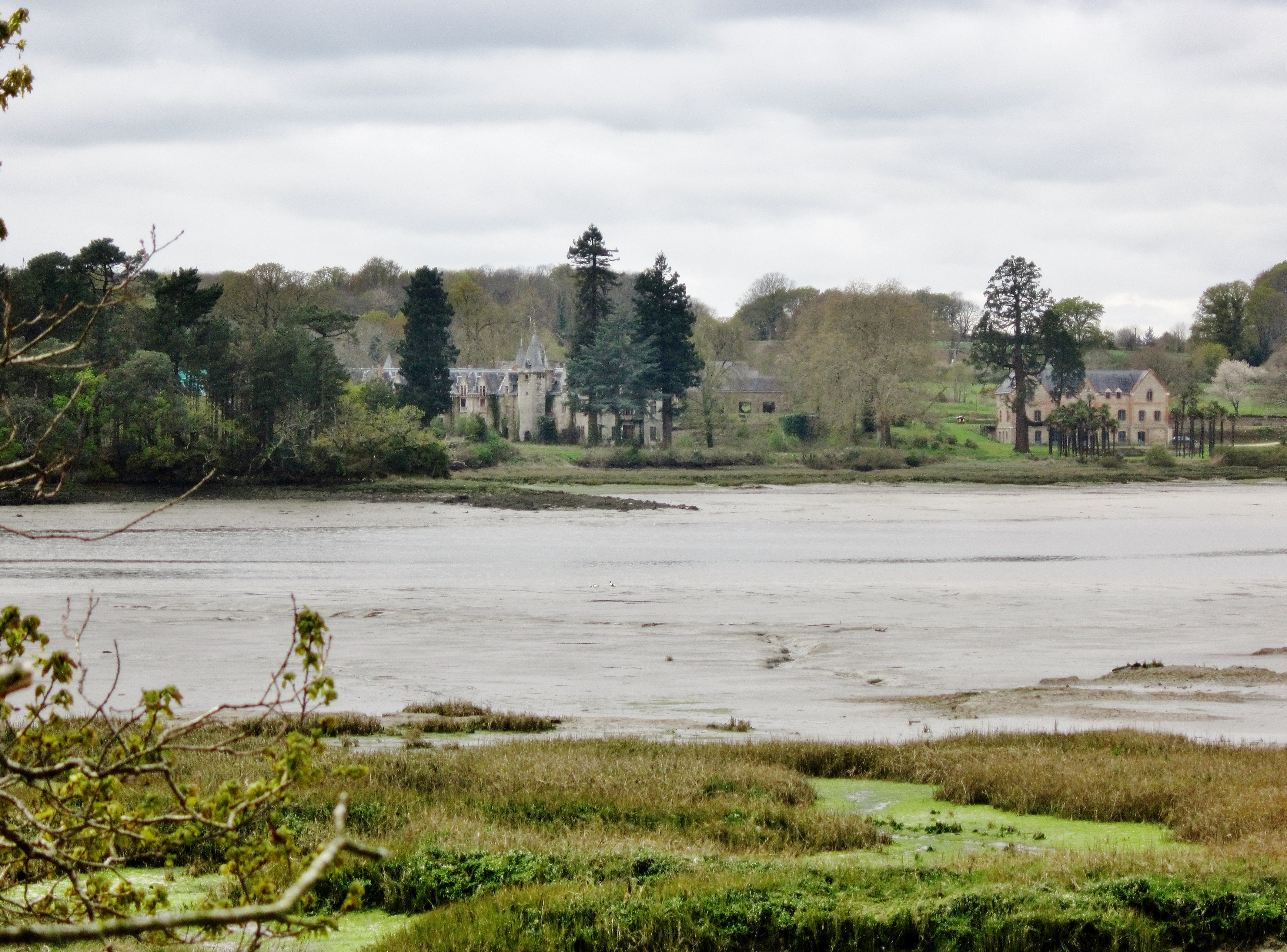
Le château du Plessis-Kaër (rive droite de la Rivière d'Auray) vu depuis la Pointe de Kerisper (en Pluneret).

- Château de Kérantré [Kerantrech], propriété de la famille d'Aboville[90].
- Château de Rosnarho : le château actuel a été construit vers 1830.
- Château du Plessis-Kaër[91],[92], situé sur les bords de la rivière de Crac'h, revendu en 2020[93]. En 1636, Dubuisson-Aubenay, lors d'un voyage dans l'ouest mentionne « la maison et bois du Plessis-de-Ker […] et [la] masse de la maison de Ker »[94]. Il est inscrit partiellement au titre des monuments historiques par arrêté du 20 mars 1934[95] ;
- Château de Kergurioné (en ruines, il n'en reste pas grand-chose et a été remplacé par une habitation moderne construite à la fin du XIXe siècle)[44].

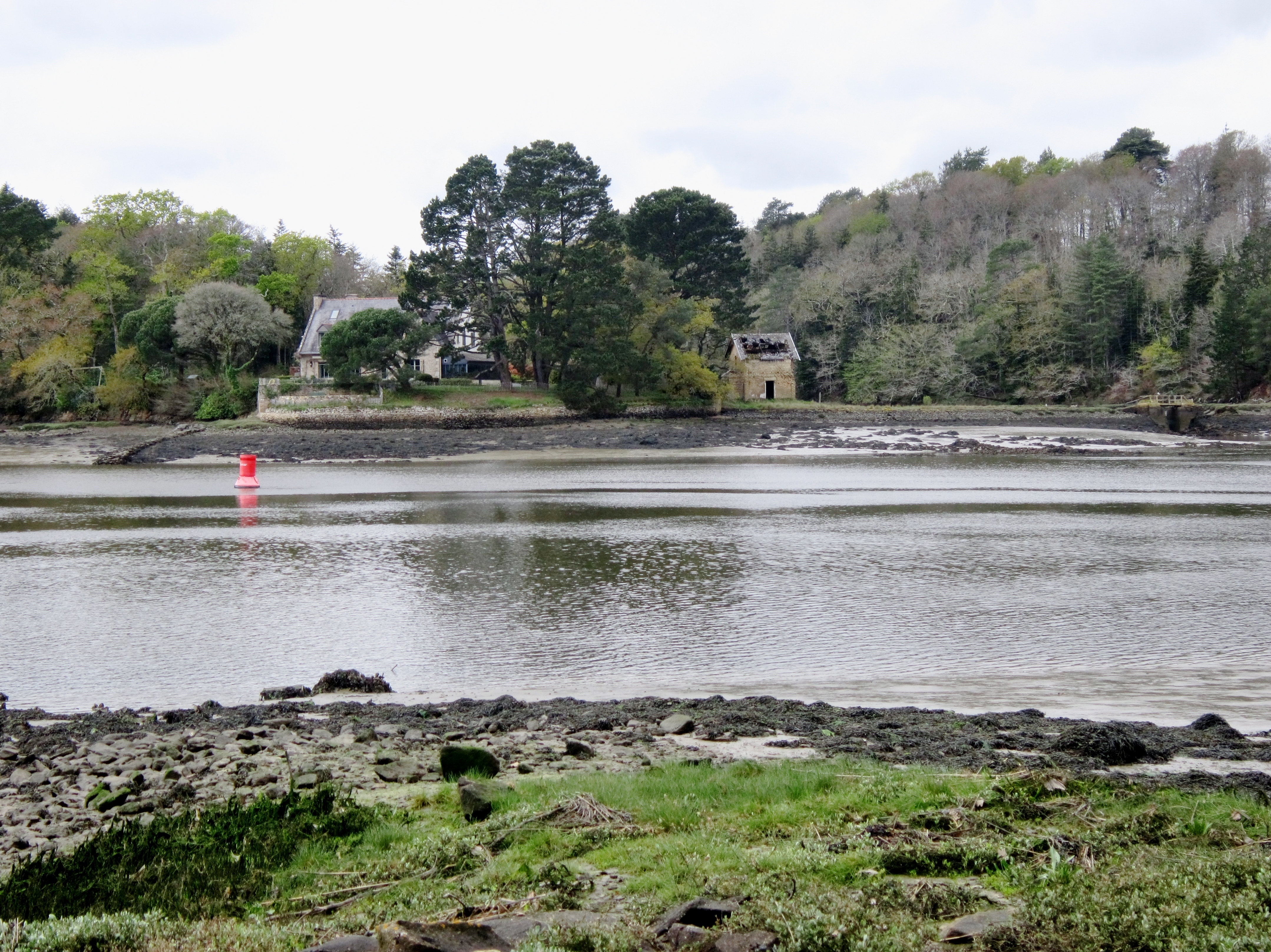
La digue de l'étang du Plessis (rive droite de la Rivière d'Auray, en Crach) vue depuis le sentier littoral de la rive gauche (en Pluneret) au nord de la Pointe de Kerisper.

### Personnalités liées à la commune
- Henri d'Aboville, (1848-1941), colonel puis général, maire de la commune
- Gérard d'Aboville, rameur et homme politique.
- Lionel Lemonchois, navigateur.
- Philip Plisson, photographe.

### Héraldique, logotype et devise
|  | « D'azur à une tête de cheval d'or au chef cousu du champ chargé de quatre fleurs de lys d'or posées en fasce. » Devise : « Douar ha mor » (Terre et mer). |